# Peintures sur les Yvelines

Blason des Yvelines

Les peintures sur les Yvelines sont, si l'on excepte les tableaux reproduisant des événements historiques, sont essentiellement des paysages, genre qui est resté longtemps mineur et s'est développé au cours du XIXe siècle, en particulier vers la fin de ce siècle avec les impressionnistes. L'attrait pour les peintres de la région qui allait devenir les Yvelines tient à la fois à sa proximité de Paris, rendue encore plus accessible avec la création des premières lignes de chemin de fer à partir de 1837, et à sa qualité de département rural, qui subsiste encore largement de nos jours, avec ses paysages de campagne, de forêts et des bords de Seine.
Plusieurs écoles se sont illustrées dans les Yvelines : 
- les précurseurs anglais avec William Turner,
- l'école de Barbizon avec notamment Corot qui a peint de nombreuses toiles autour de Mantes-la-Jolie, école qui a essaimé avec les peintres des Vaux-de-Cernay, à laquelle se rattache Émile Lambinet, le peintre de Versailles qui fut élève de Corot, et de Rolleboise, avec Maximilien Luce,
- l'école impressionniste dont le berceau se situe dans la vallée de la Seine entre Chatou et Bougival avec, entre autres Claude Monet, Auguste Renoir, Camille Pissarro, Alfred Sisley, Berthe Morisot,
- les Nabis avec Maurice Denis, le peintre de Saint-Germain-en-Laye,
- et plus tard l'école de Chatou avec Derain et Maurice de Vlaminck qui se rattachent au Fauves.

On peut citer aussi Raymond Renefer, le peintre d'Andrésy, également dessinateur qui a illustré la guerre de 1914-1918, et Ernest Meissonnier, le peintre de Poissy qui fut aussi maire de la ville et son fils Charles également peintre.
Voici quelques peintures sur les Yvelines classées par localités :

## Bennecourt

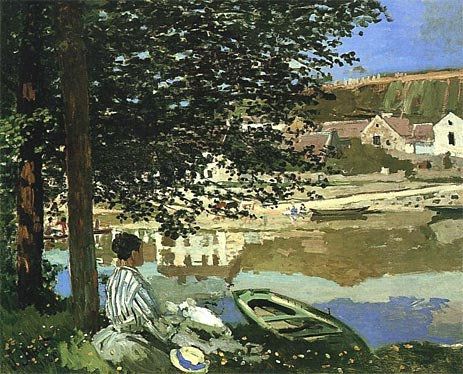
Sur la rive de la Seine Bennecourt Claude Monet, 1868

## Bougival

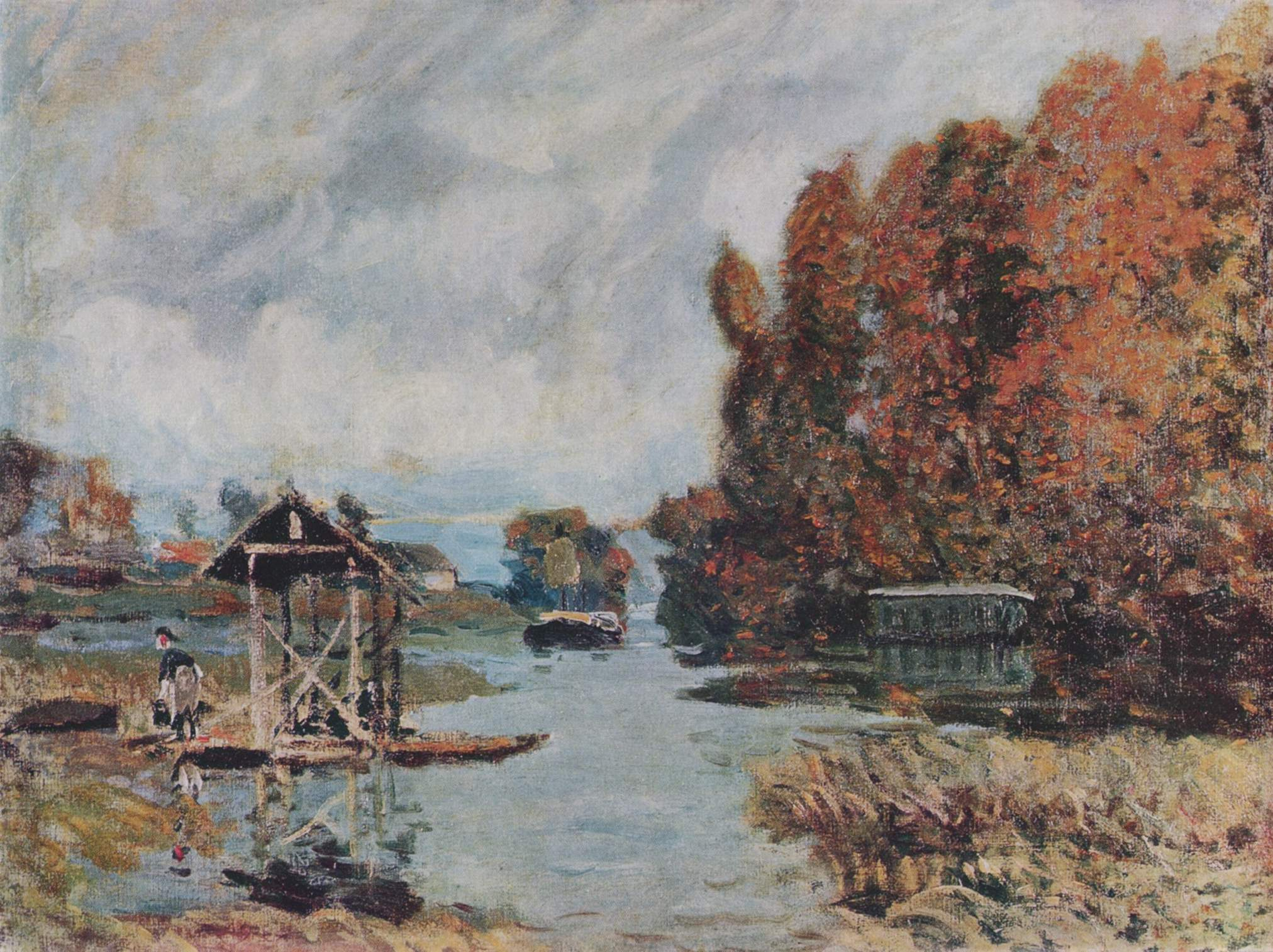
Lavandières de Bougival Alfred Sisley, 1868
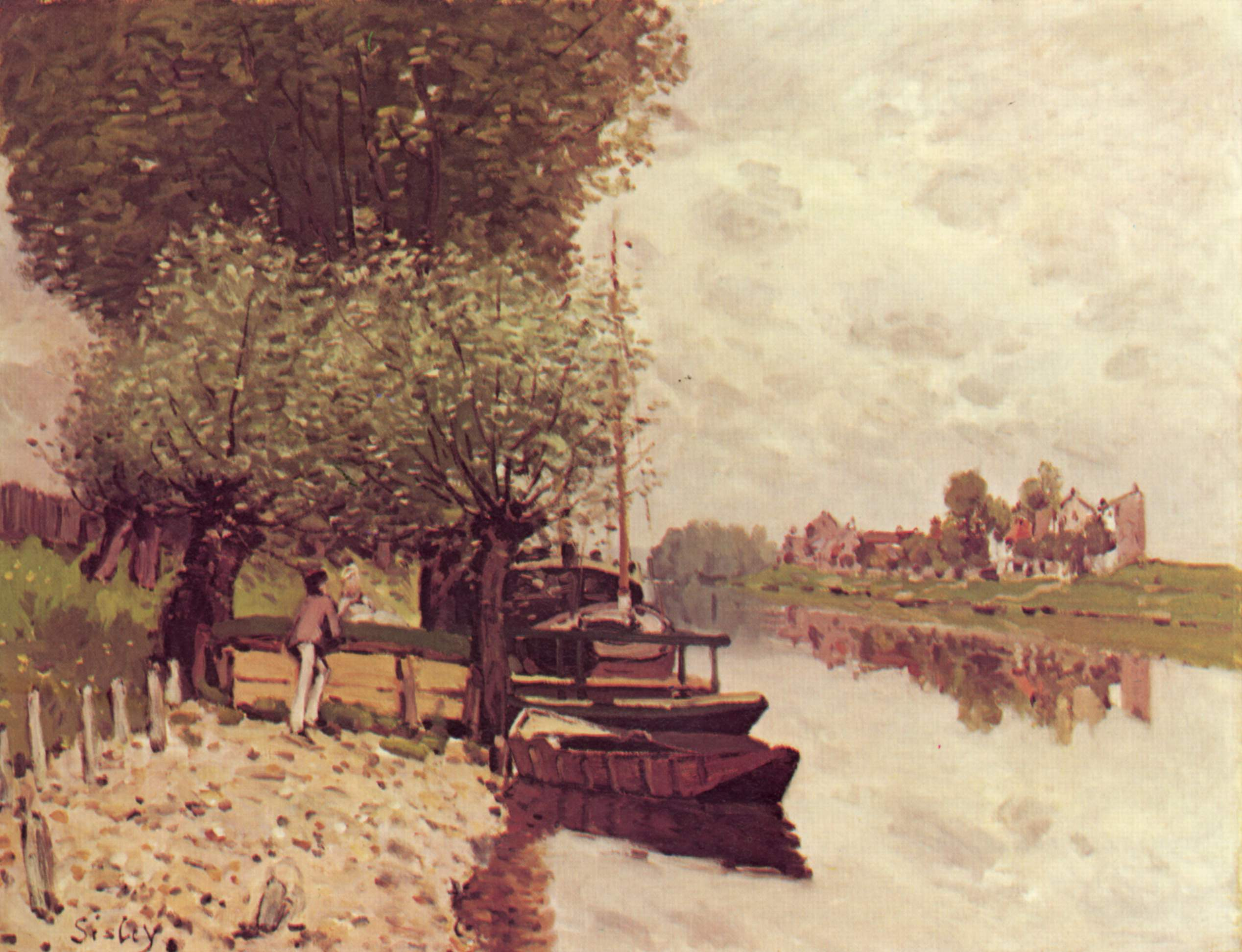
La Seine à Bougival Alfred Sisley, 1872
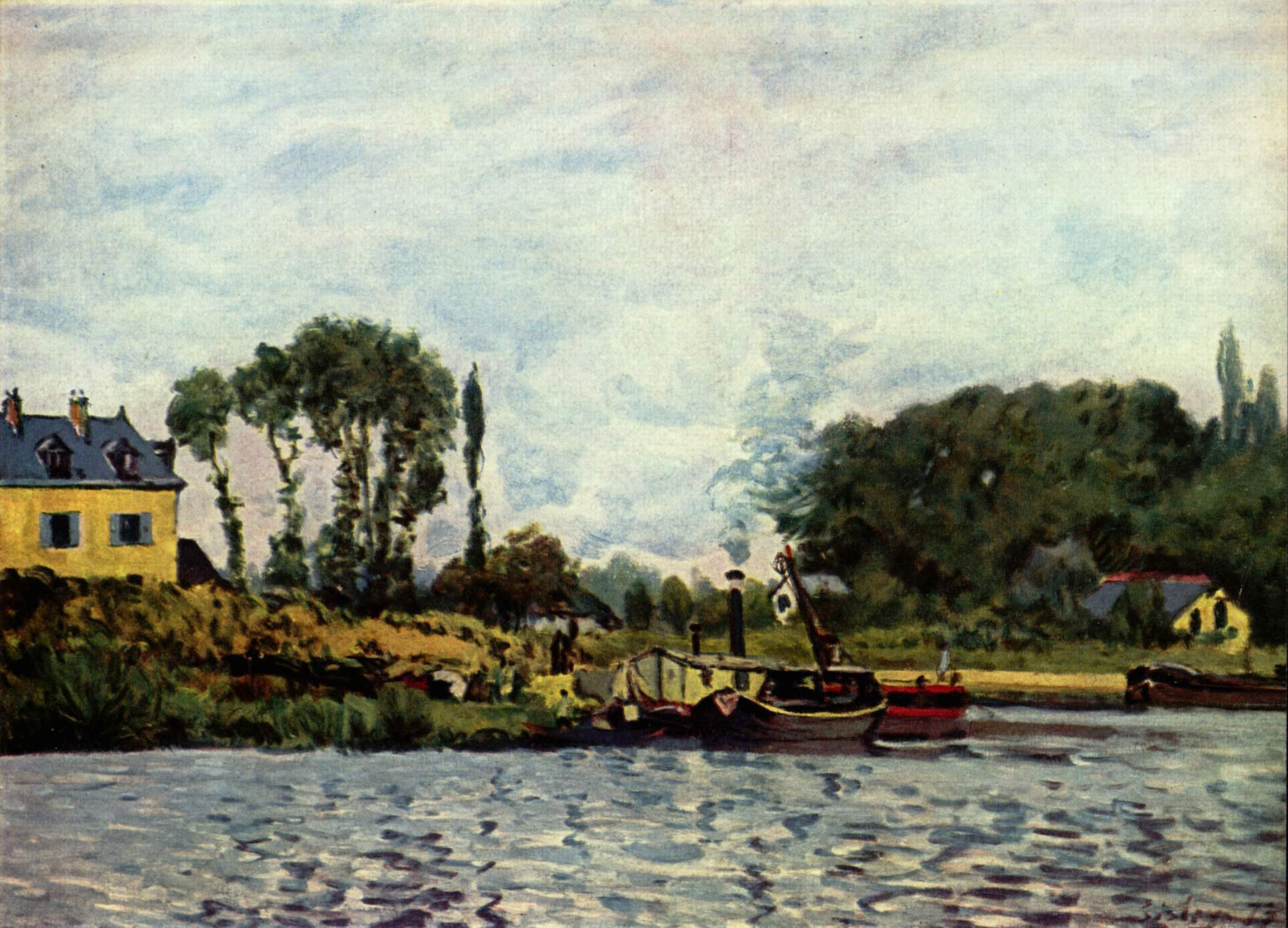
Bateaux à Bougival Alfred Sisley, 1873
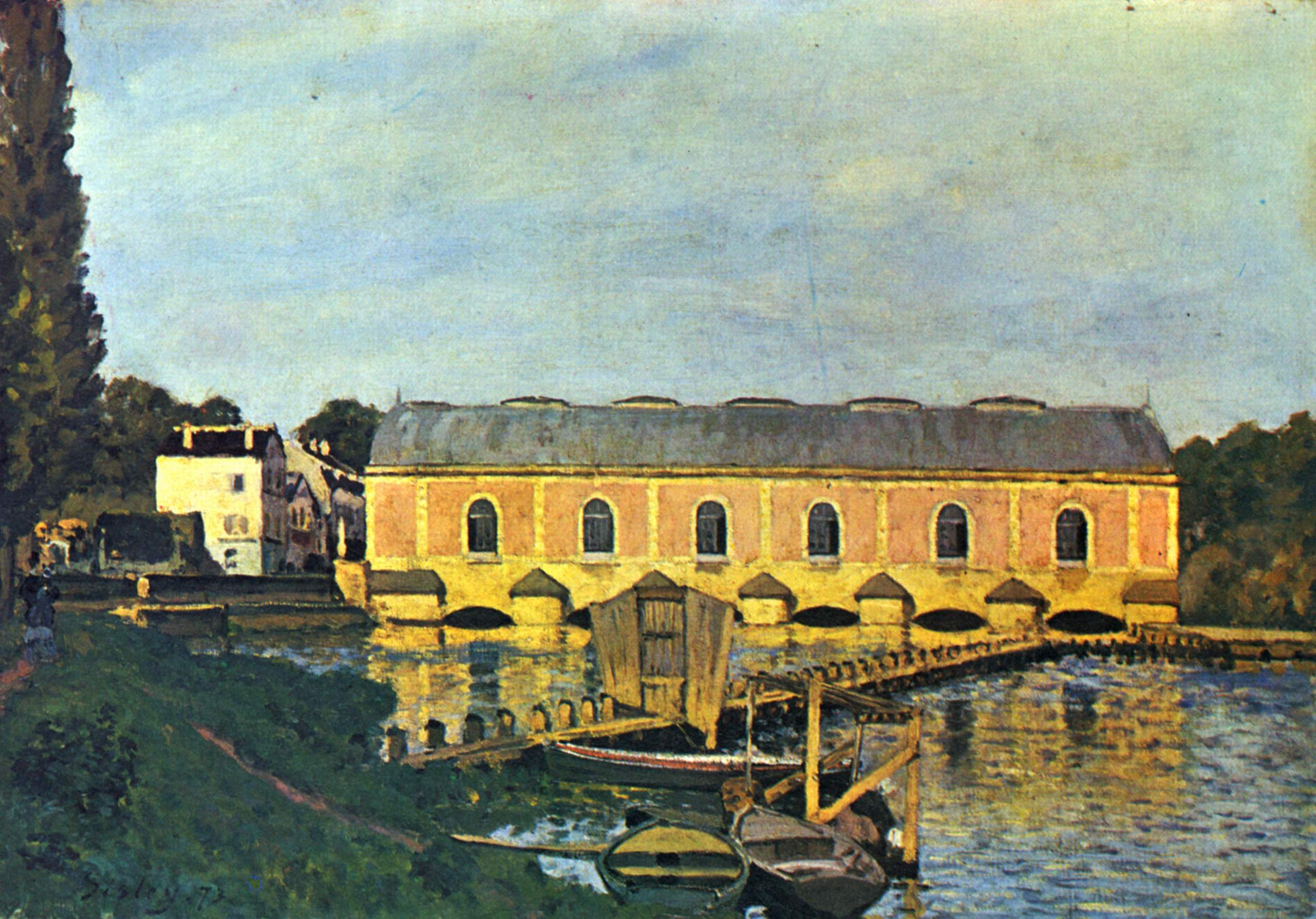
La Machine de Marly Alfred Sisley, 1873
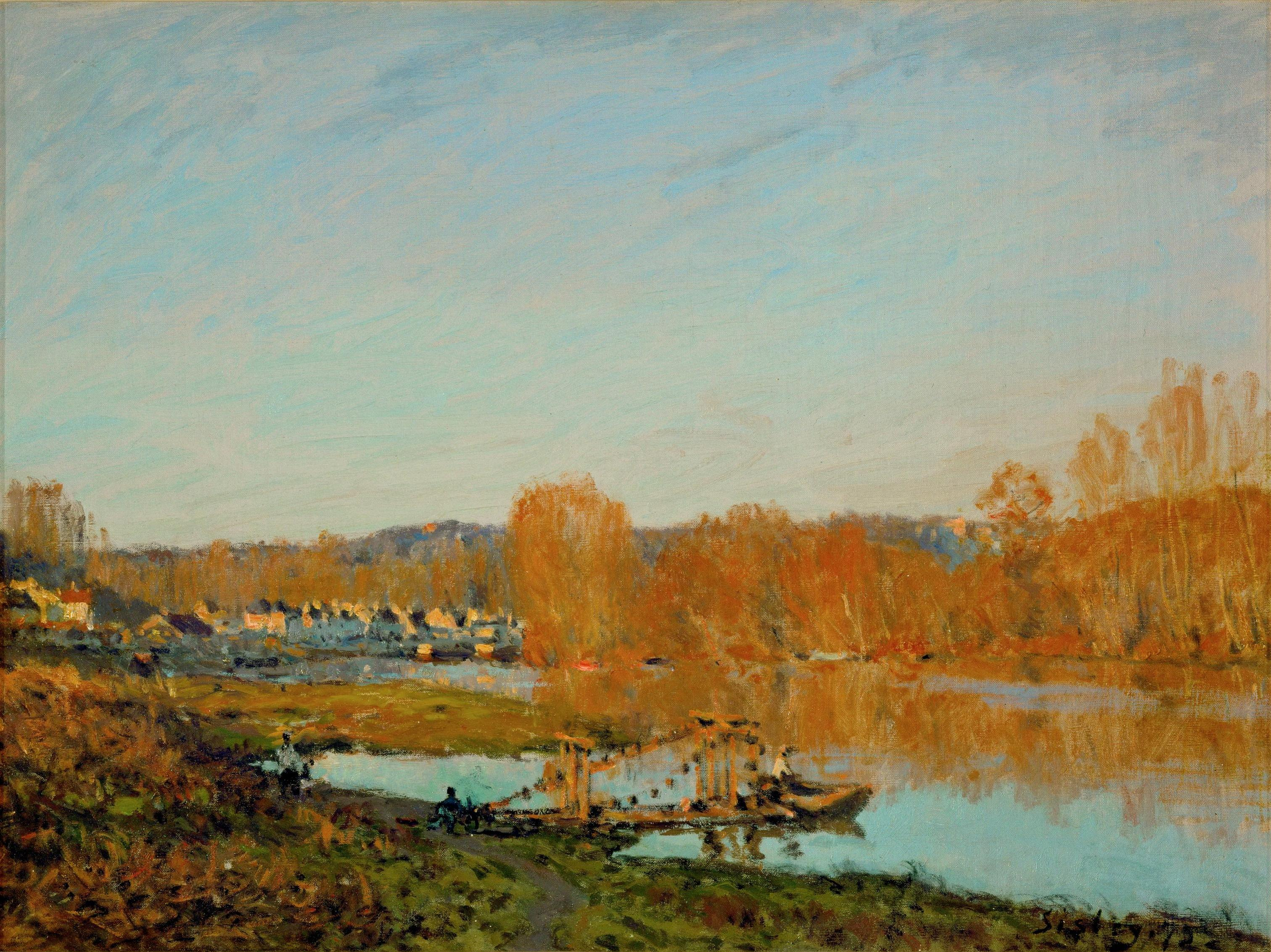
L'Automne : bords de la Seine près de Bougival Alfred Sisley, 1873
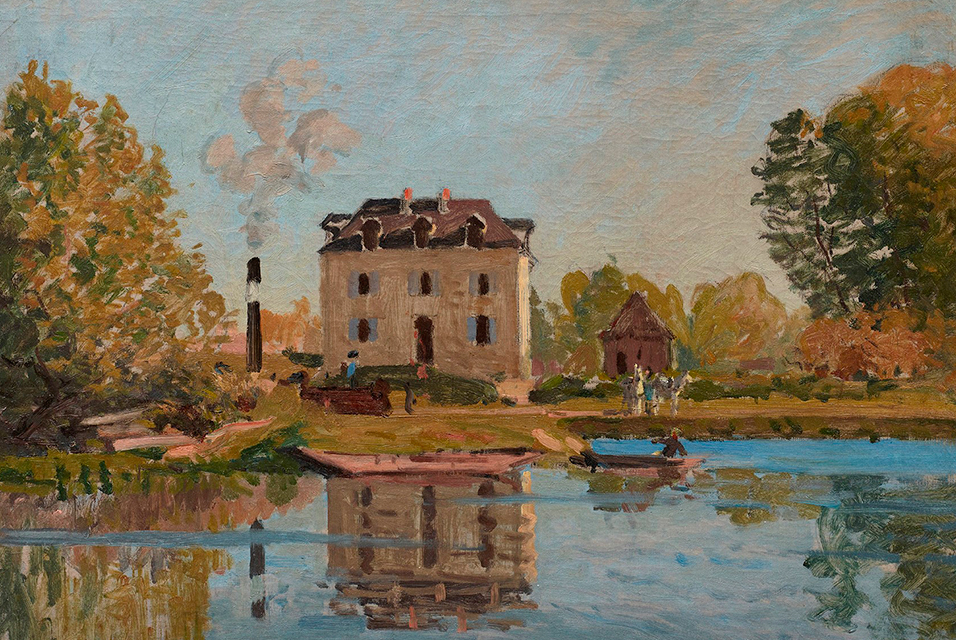
La Fabrique pendant l'inondation Alfred Sisley, 1873

## Carrières-sur-Seine

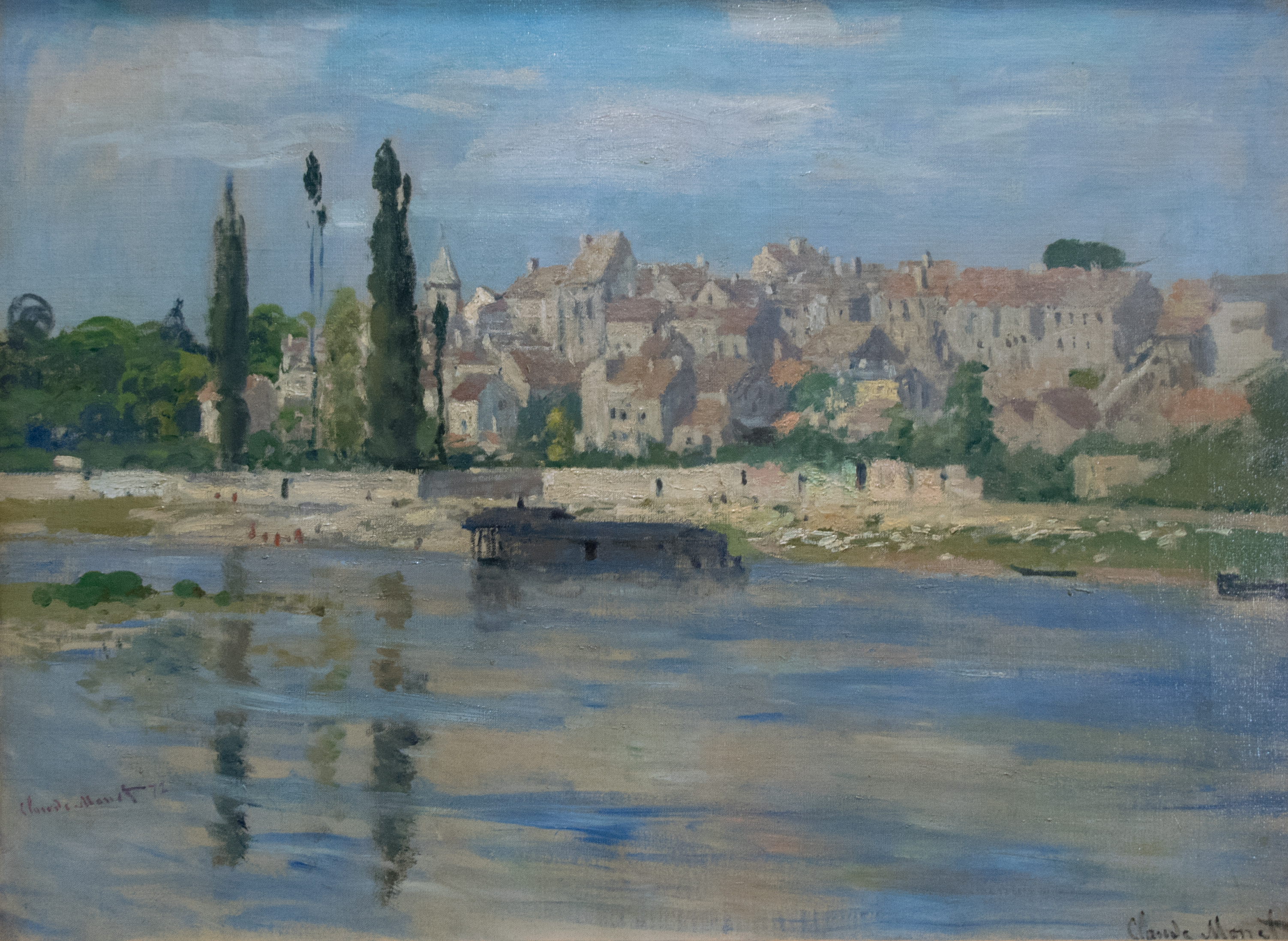
Carrières-Saint-Denis Claude Monet, 1868

## Celle-Saint-Cloud (La)

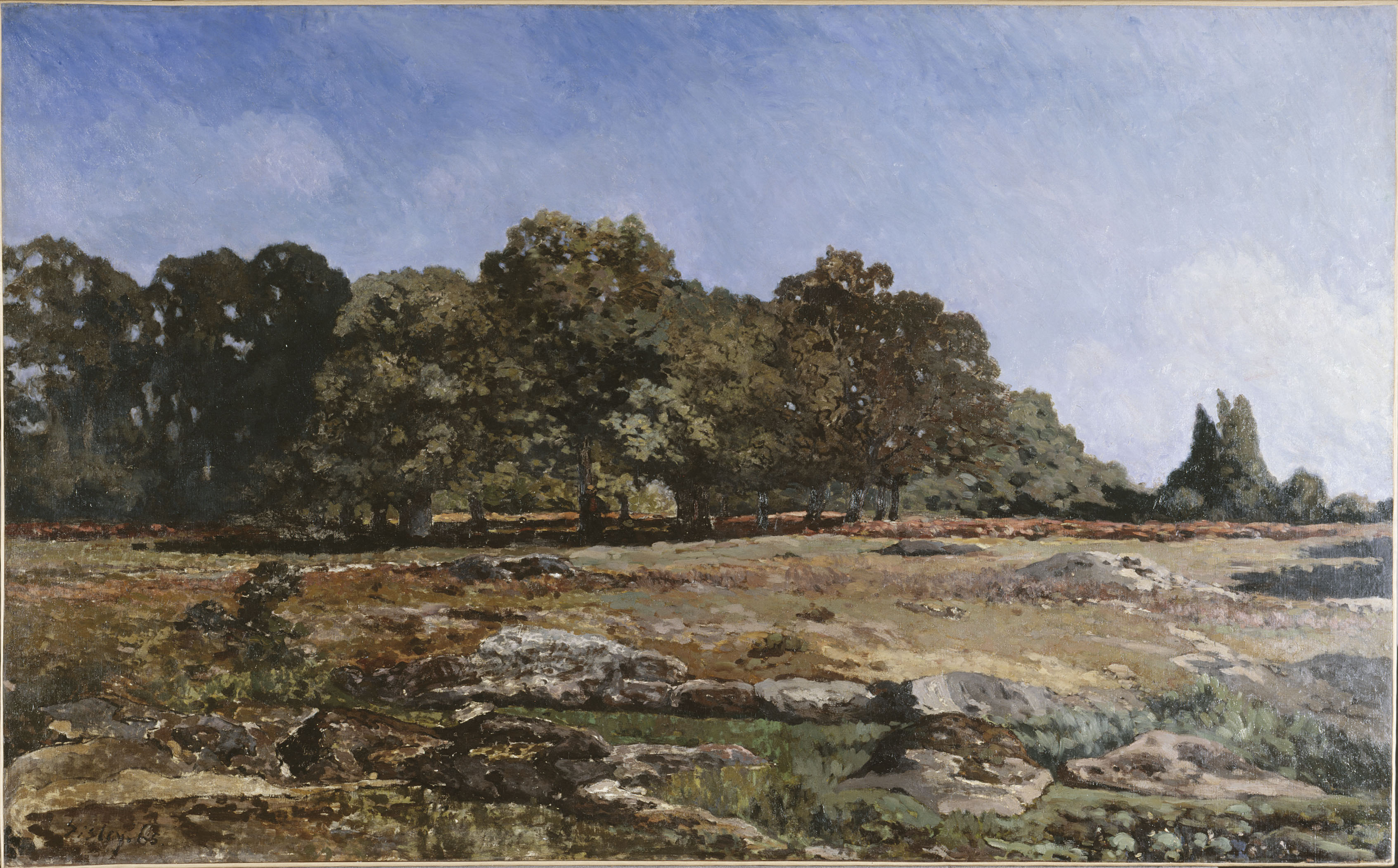
Allée de châtaigniers à La Celle-Saint-Cloud Alfred Sisley, 1865
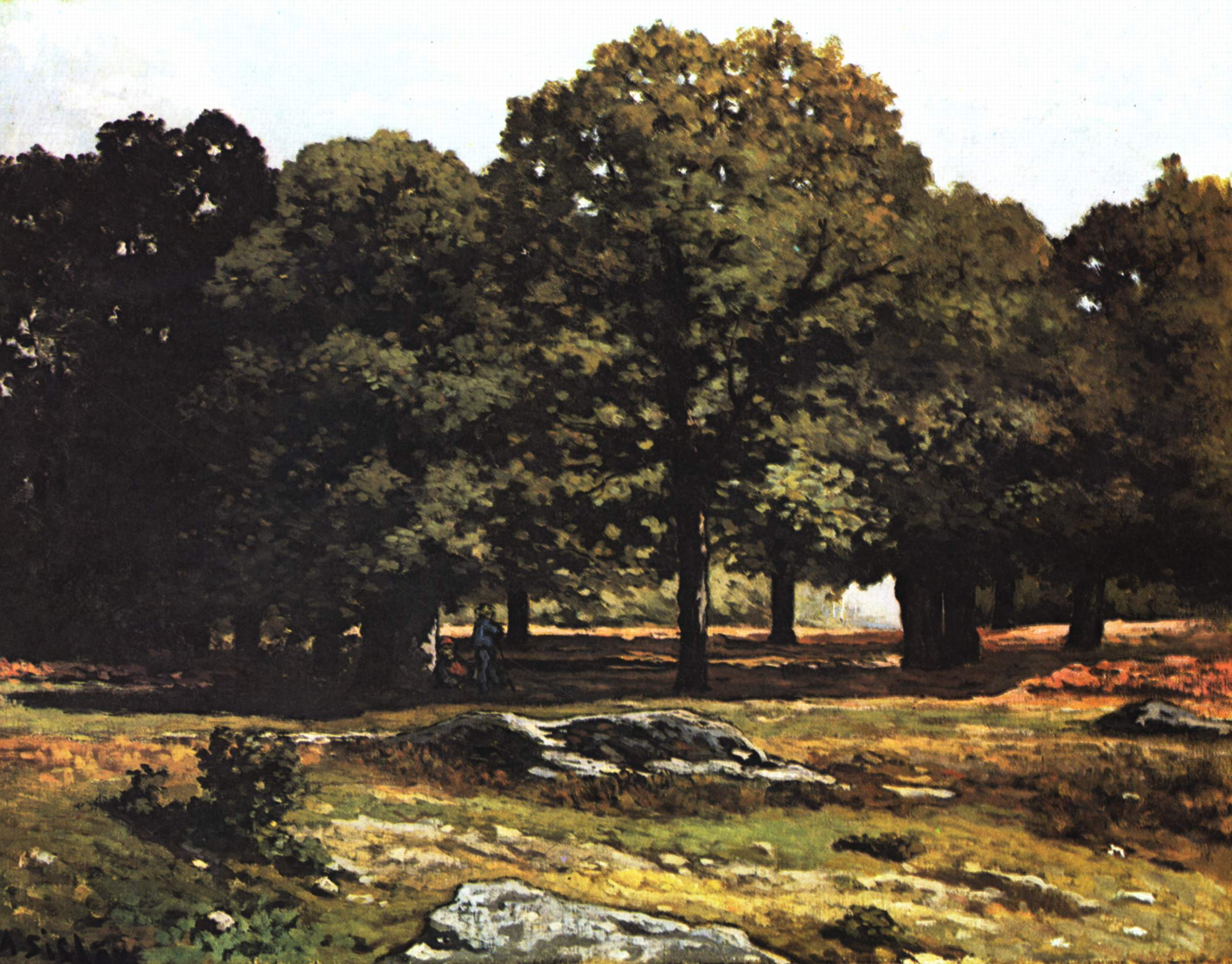
Allée de châtaigniers à La Celle-Saint-Cloud Alfred Sisley, 1865

## Chatou

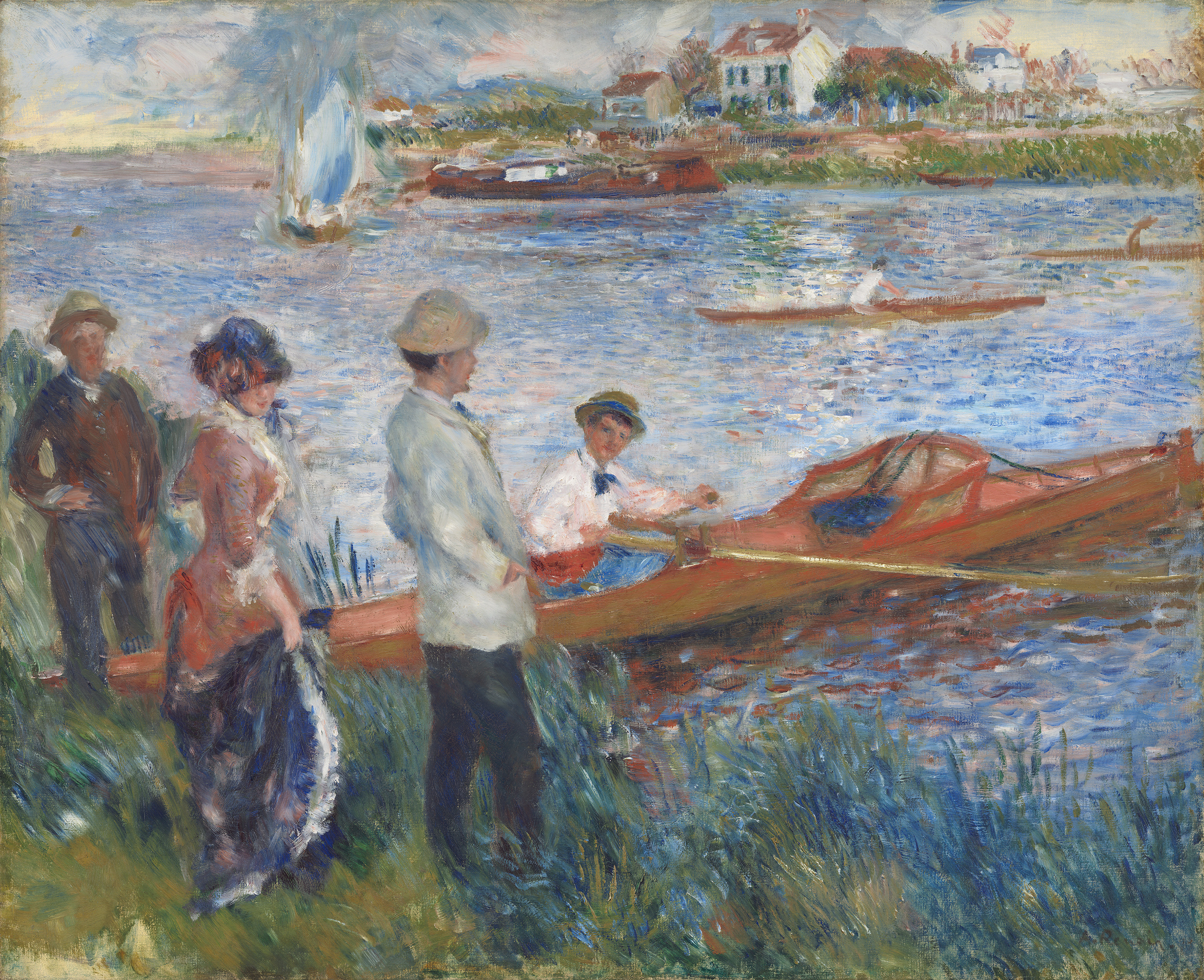
Rameur à Chatou Pierre-Auguste Renoir, 1879
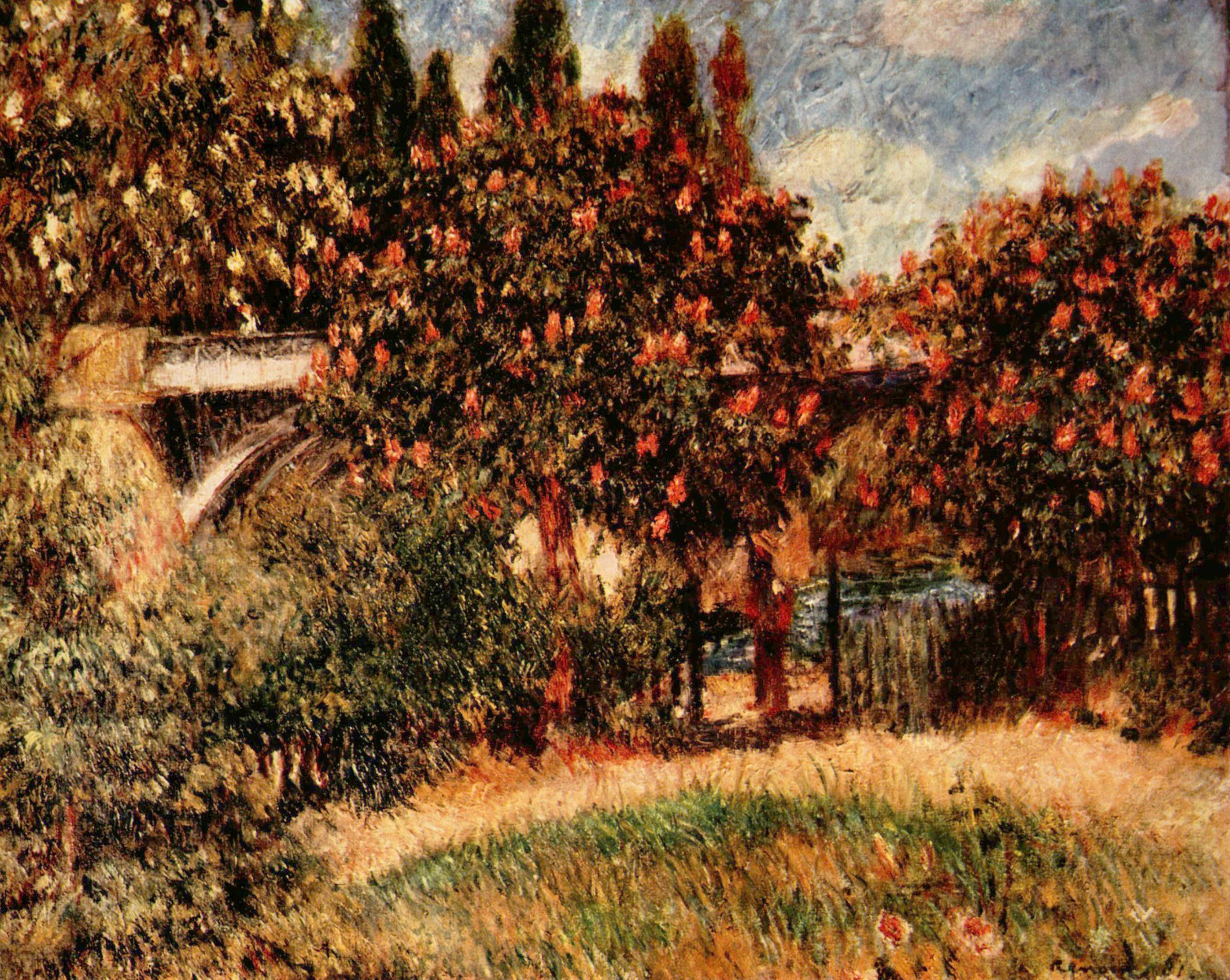
Pont de chemin de fer de Chatou Pierre-Auguste Renoir, 1881

## Croissy-sur-Seine

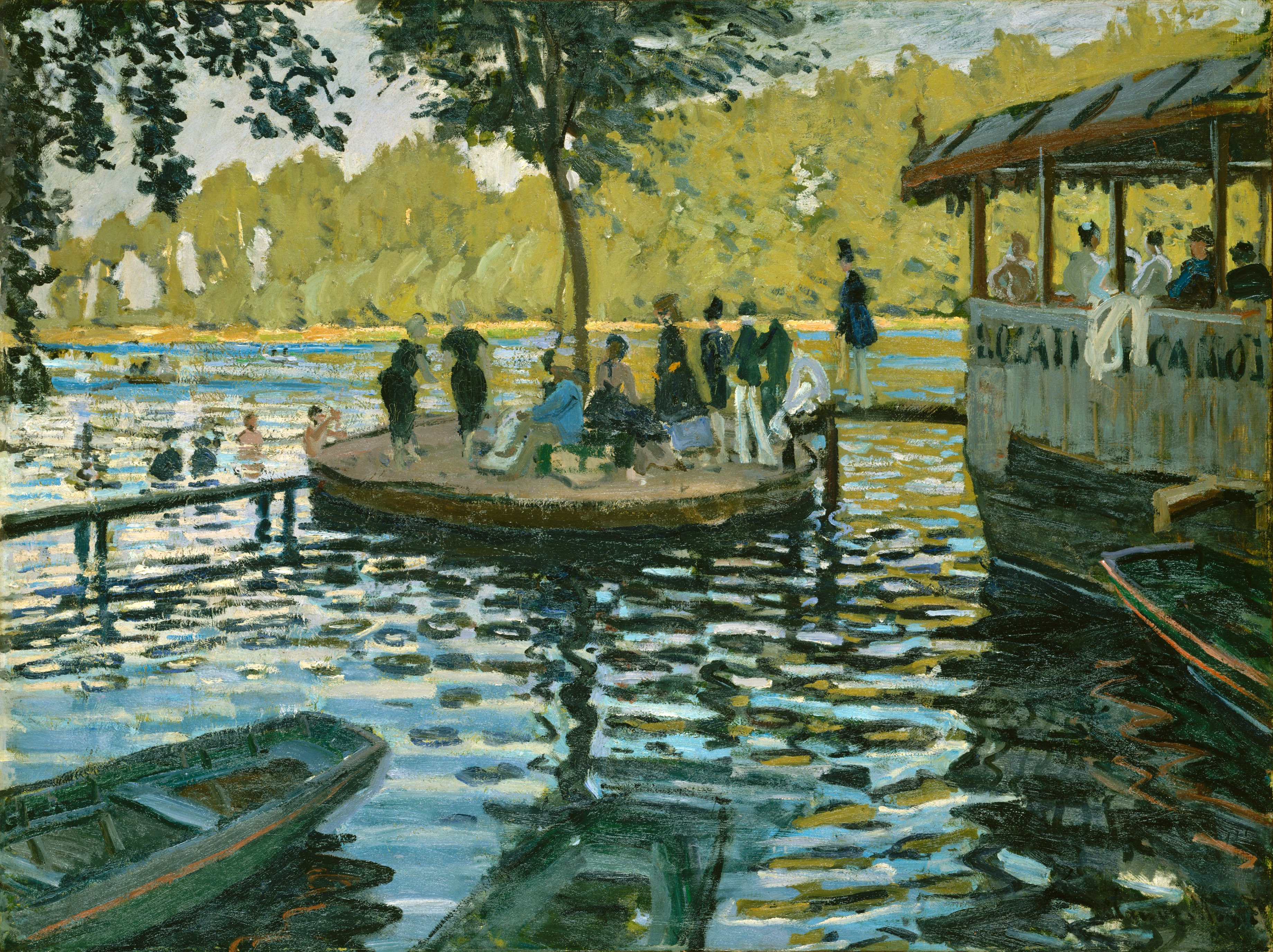
La Grenouillère Claude Monet, 1869

## Louveciennes

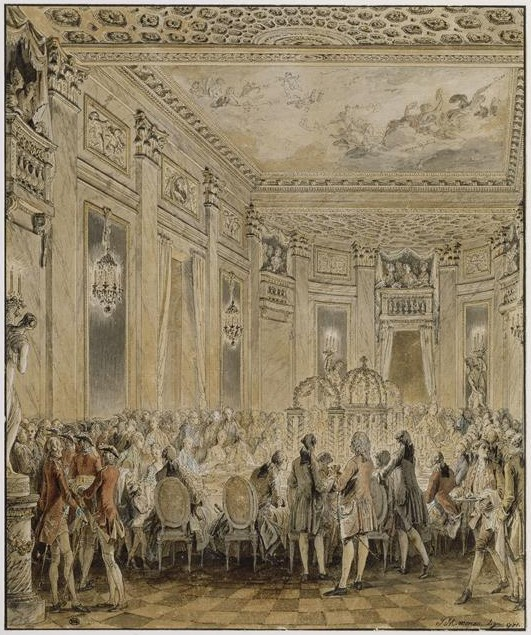
Souper donné à Louveciennes Jean-Michel Moreau, 1771
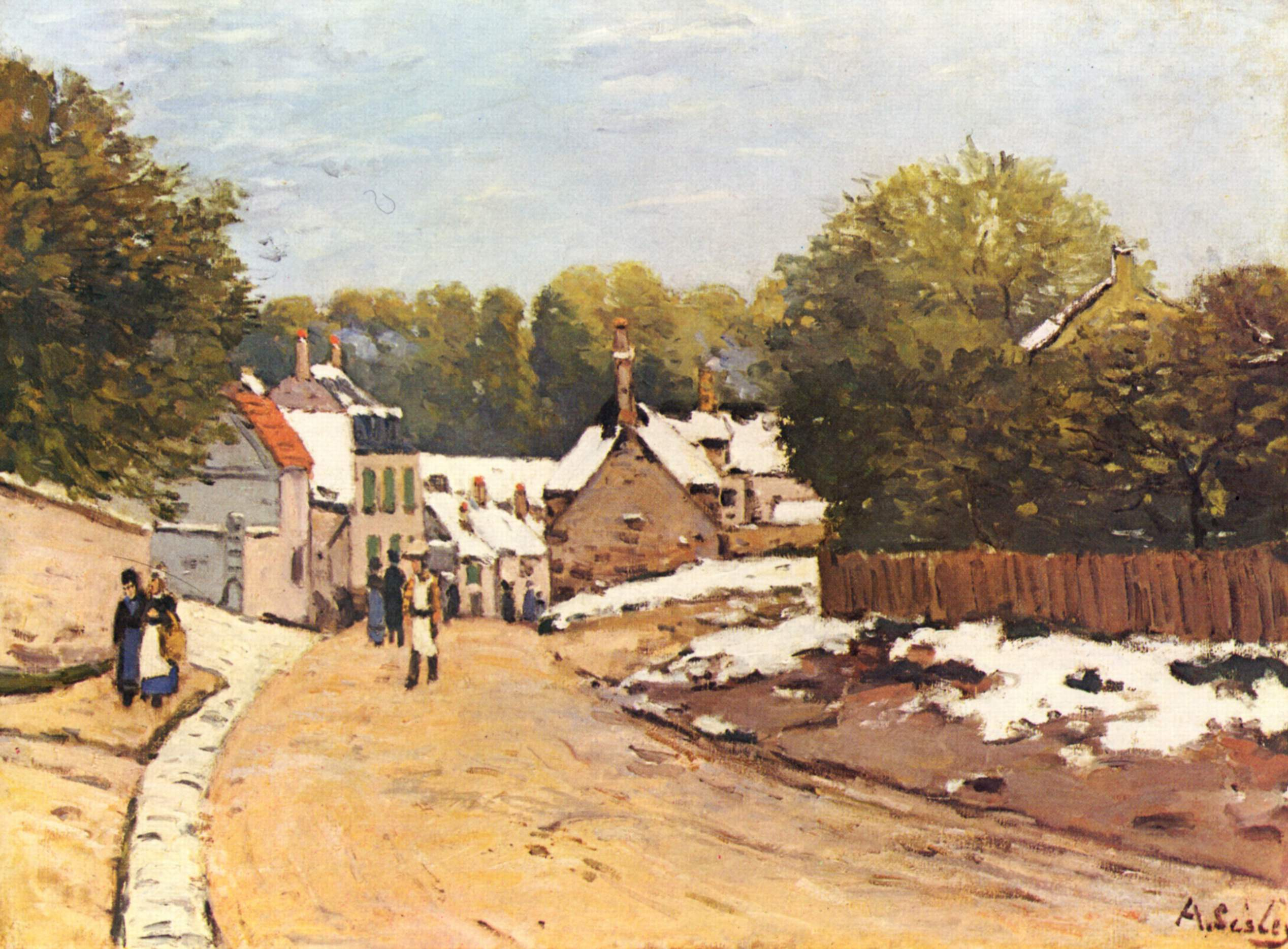
Première neige à Louveciennes Alfred Sisley, 1870
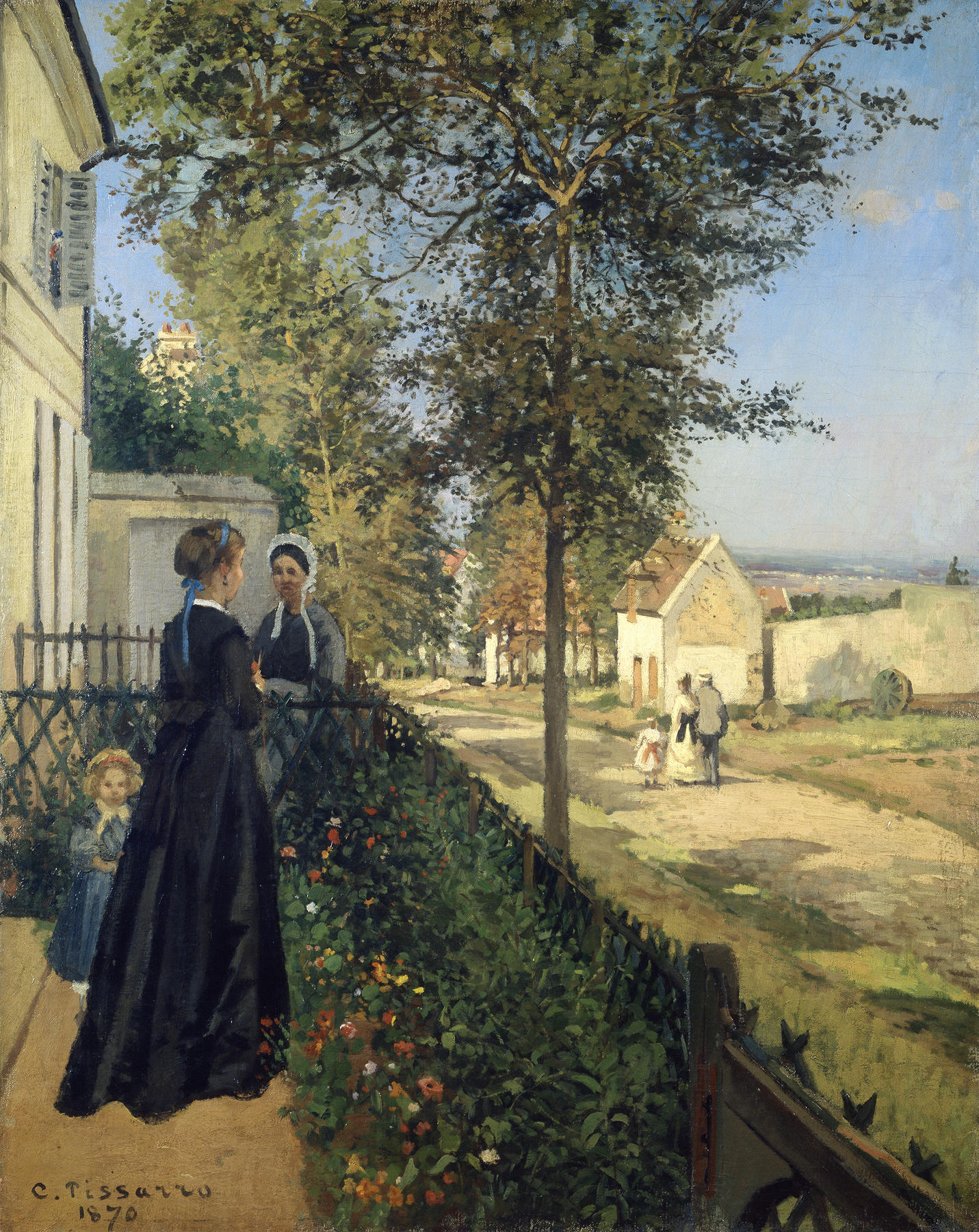
Louveciennes, la route de Versailles Camille Pissarro,1870
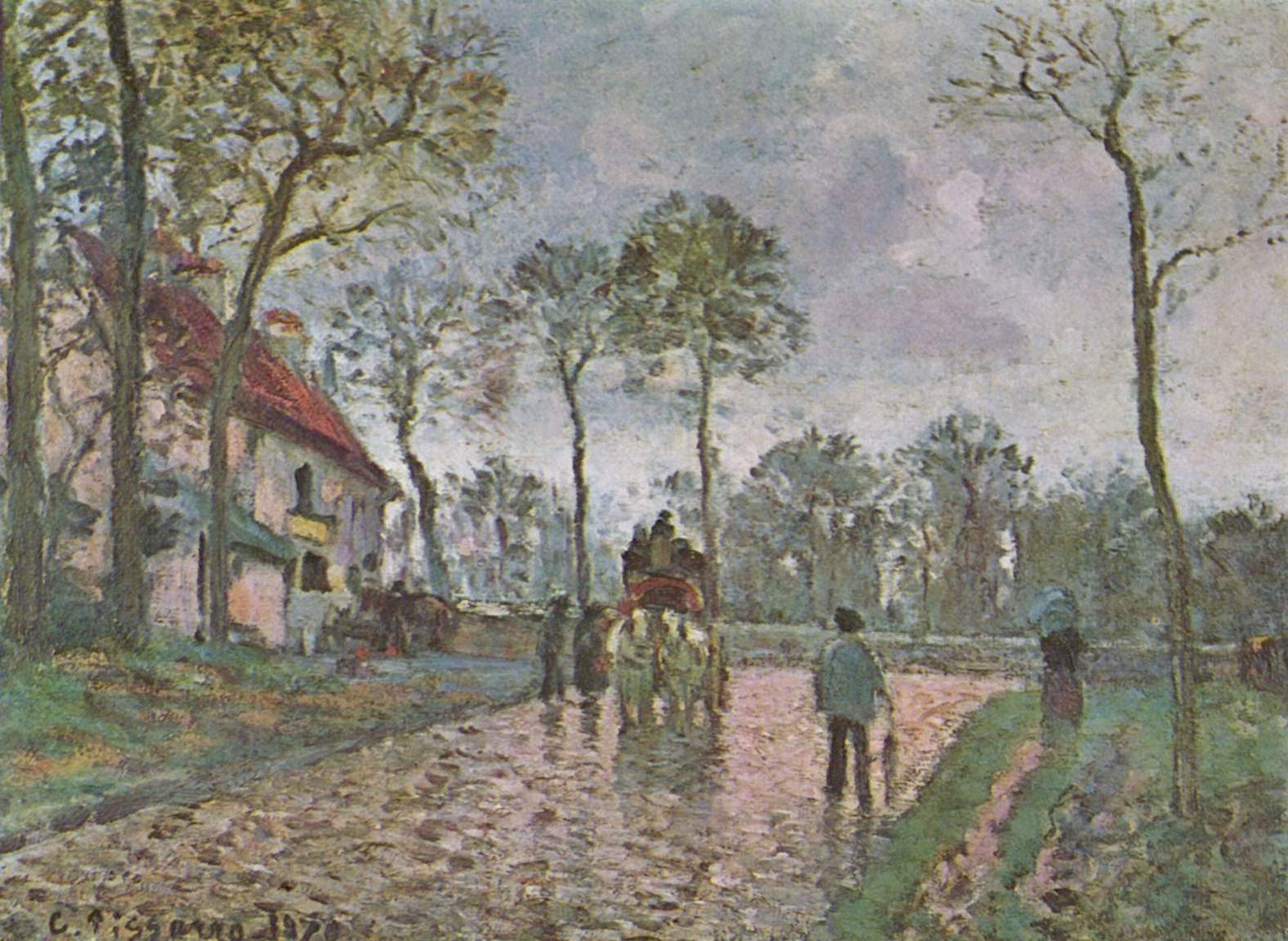
La diligence de Louveciennes Camille Pissarro,1870
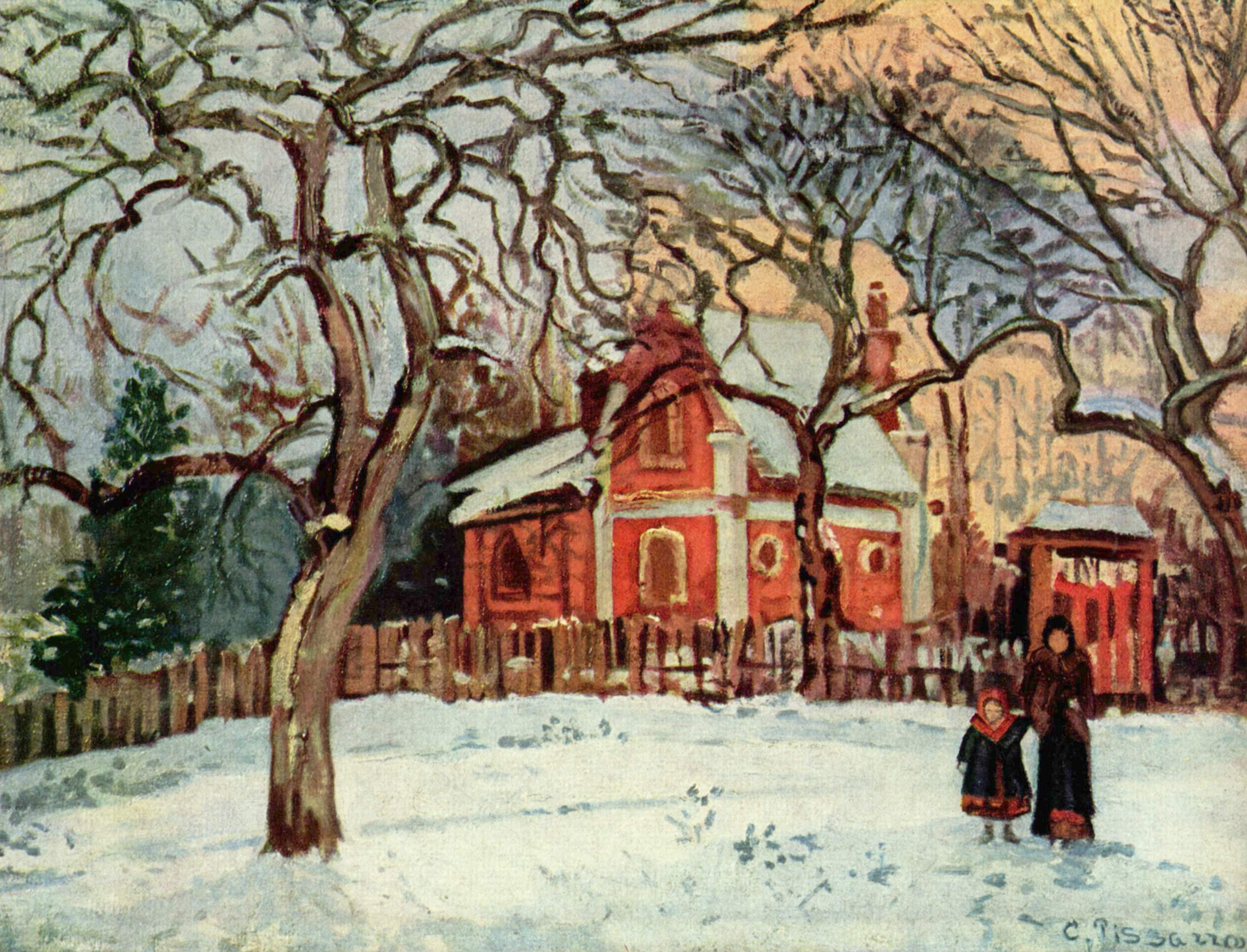
Châtaigniers à Louveciennes Camille Pissarro,1870
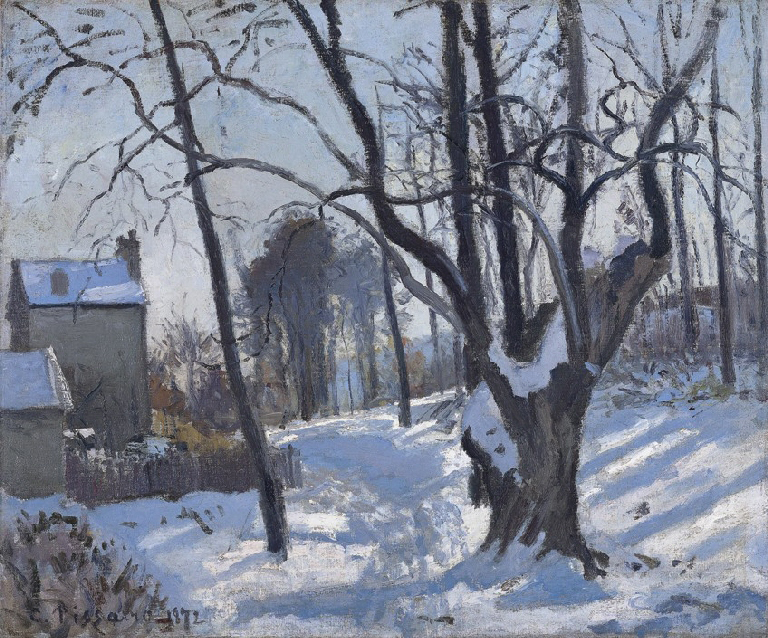
Neige à Louveciennes Camille Pissarro,1872
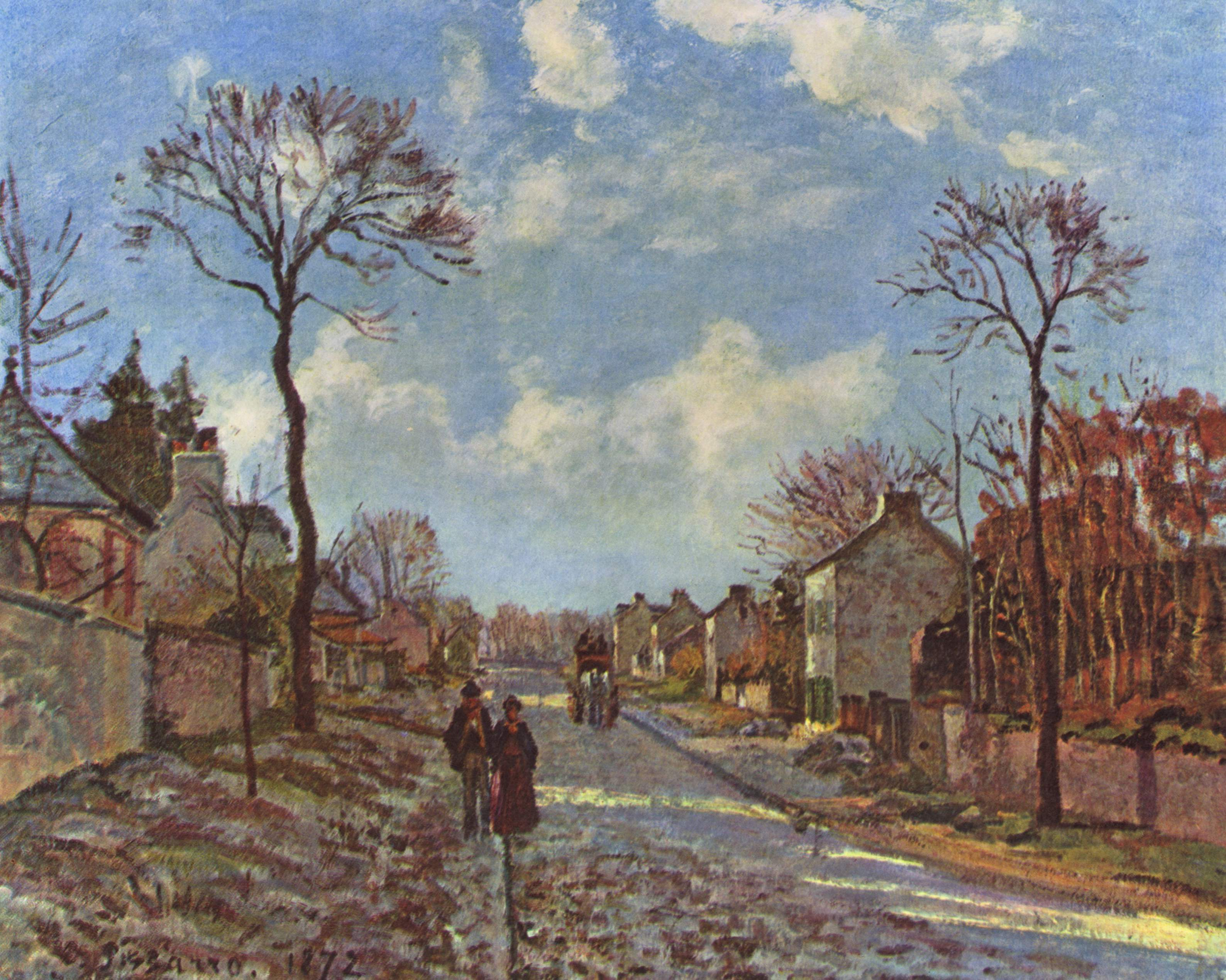
Rue à Louveciennes Camille Pissarro,1872
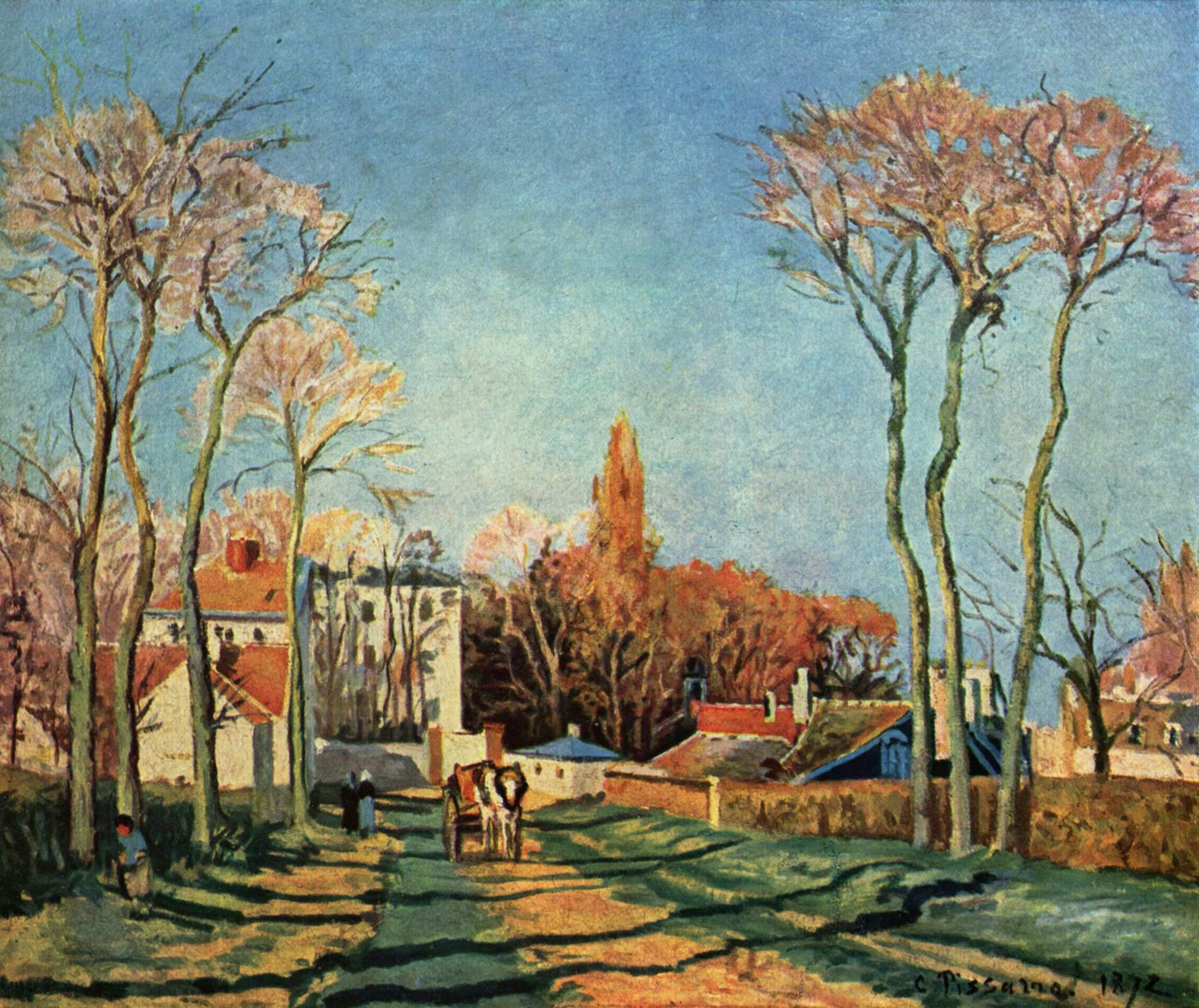
Entrée du village de Voisins Camille Pissarro,1872
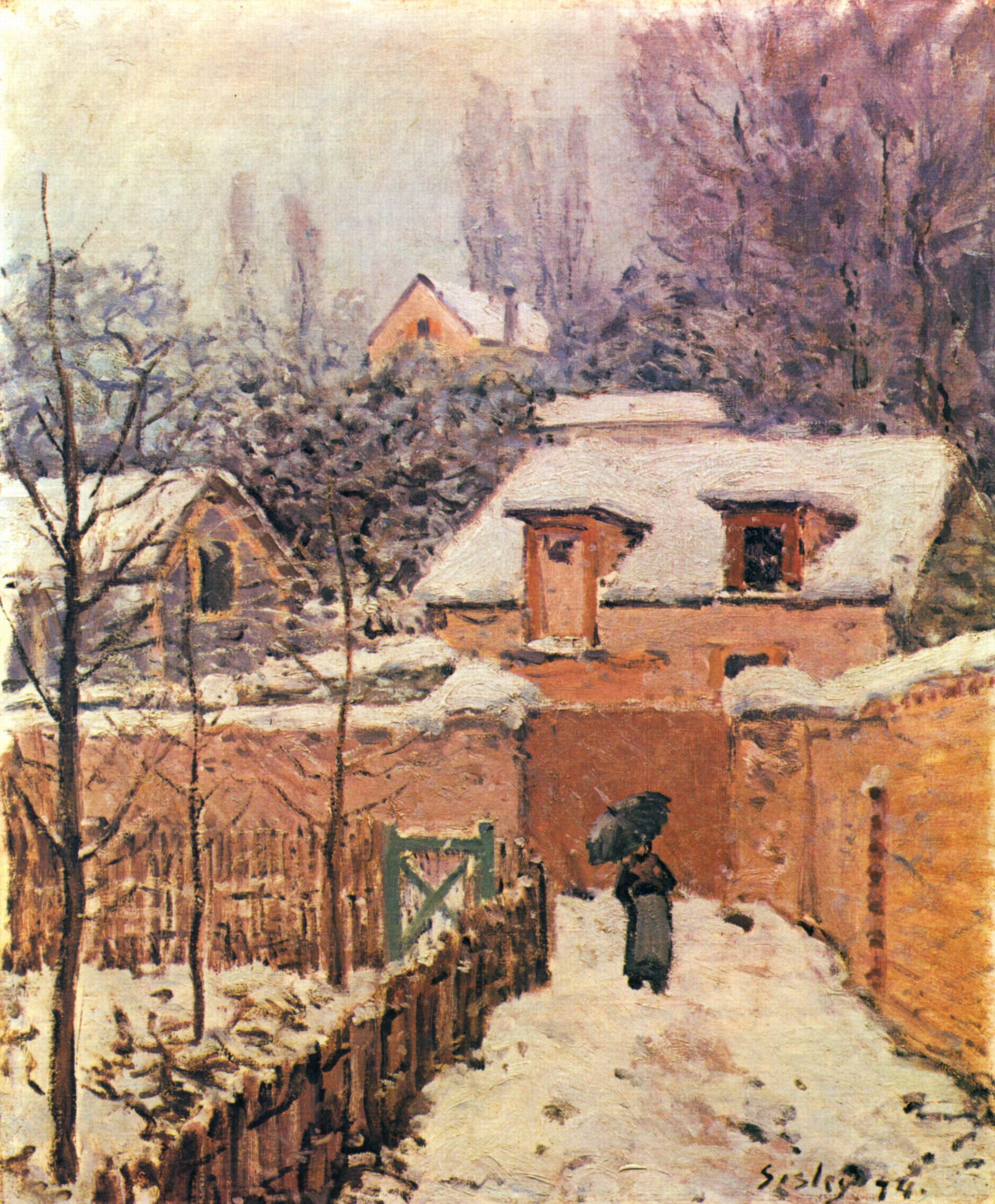
Jardin à Louveciennes sous la neige Alfred Sisley, 1874
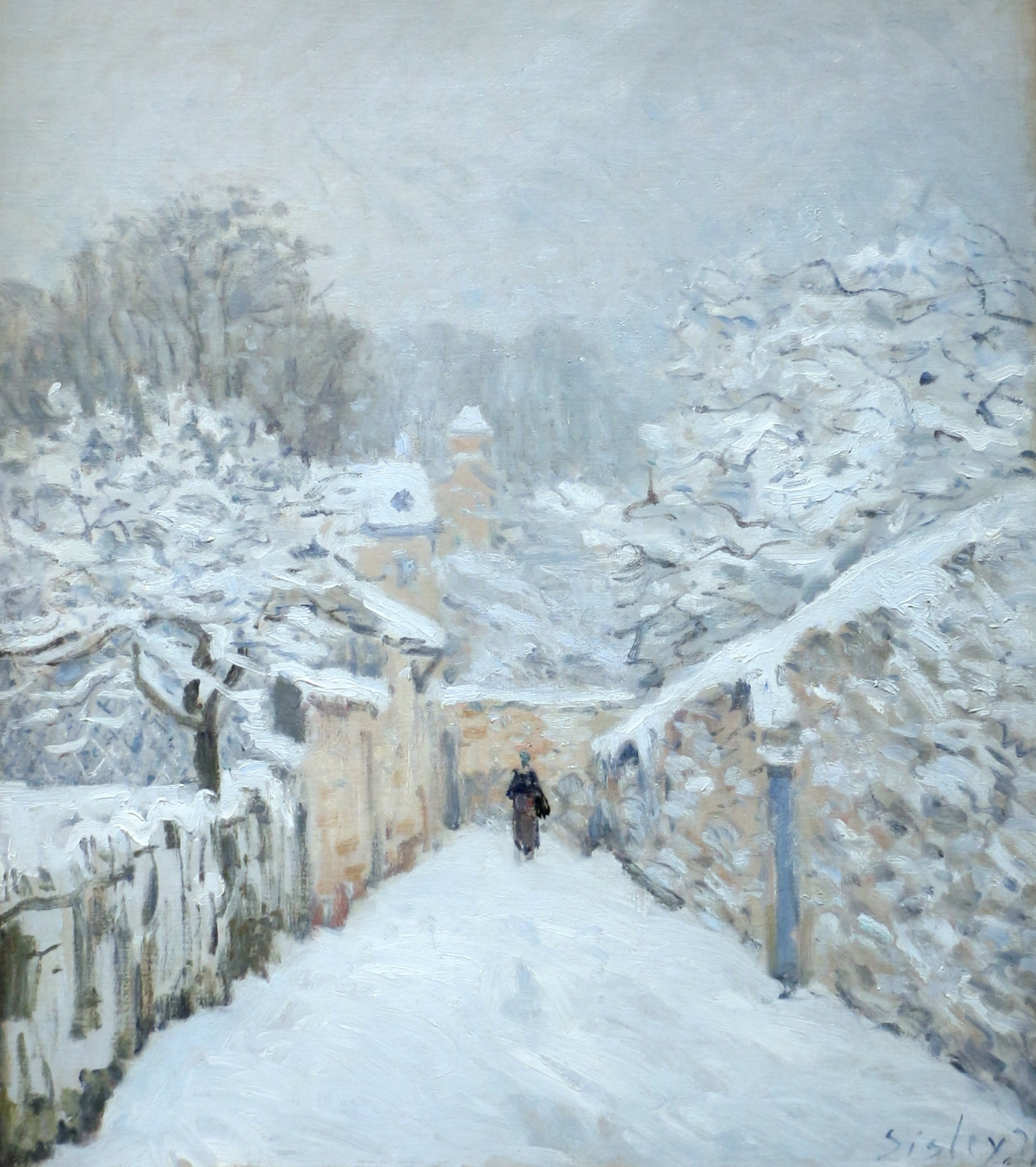
La Neige à Louveciennes Alfred Sisley, 1875, musée d'Orsay
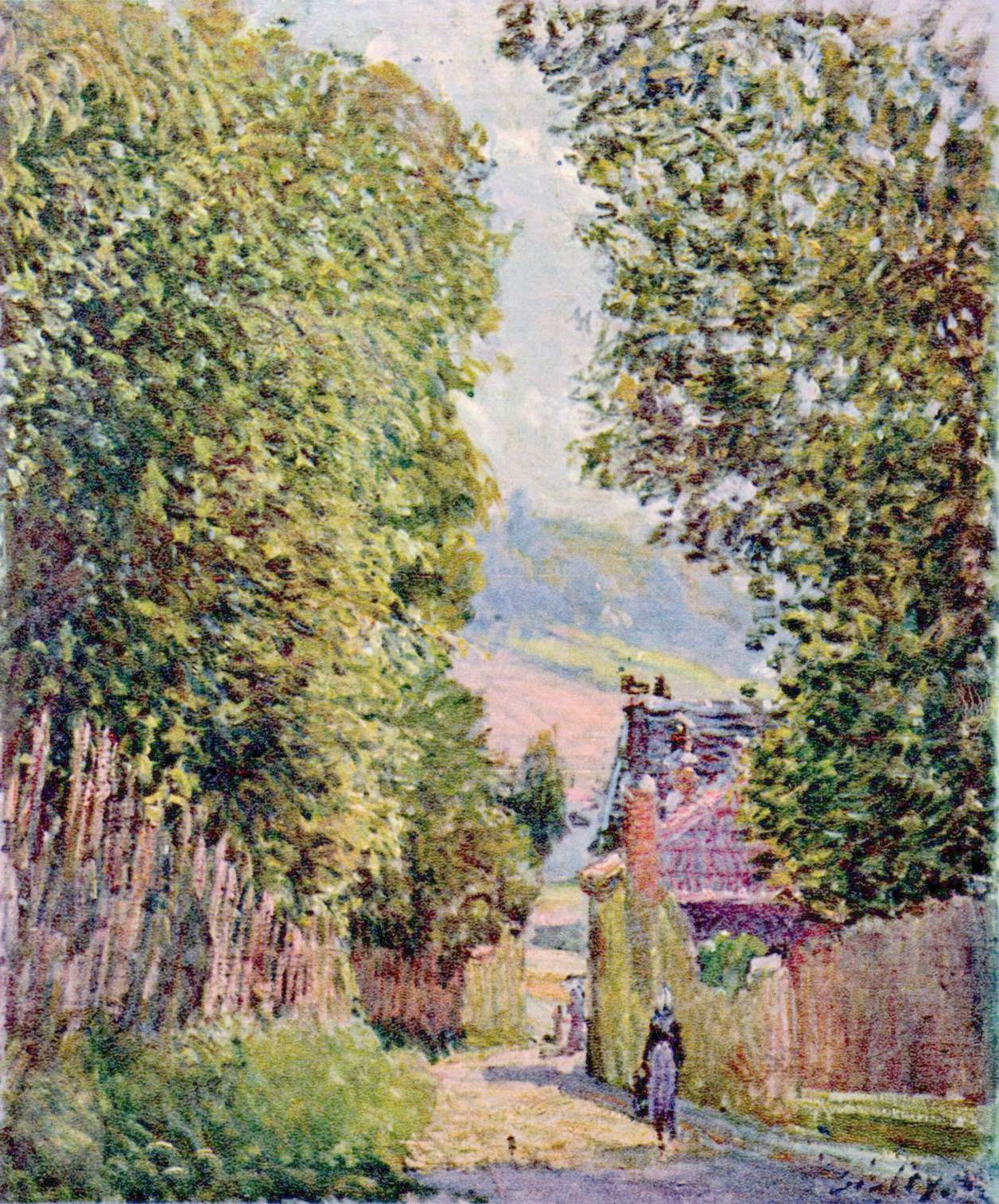
Rue à Louveciennes Alfred Sisley, 1878
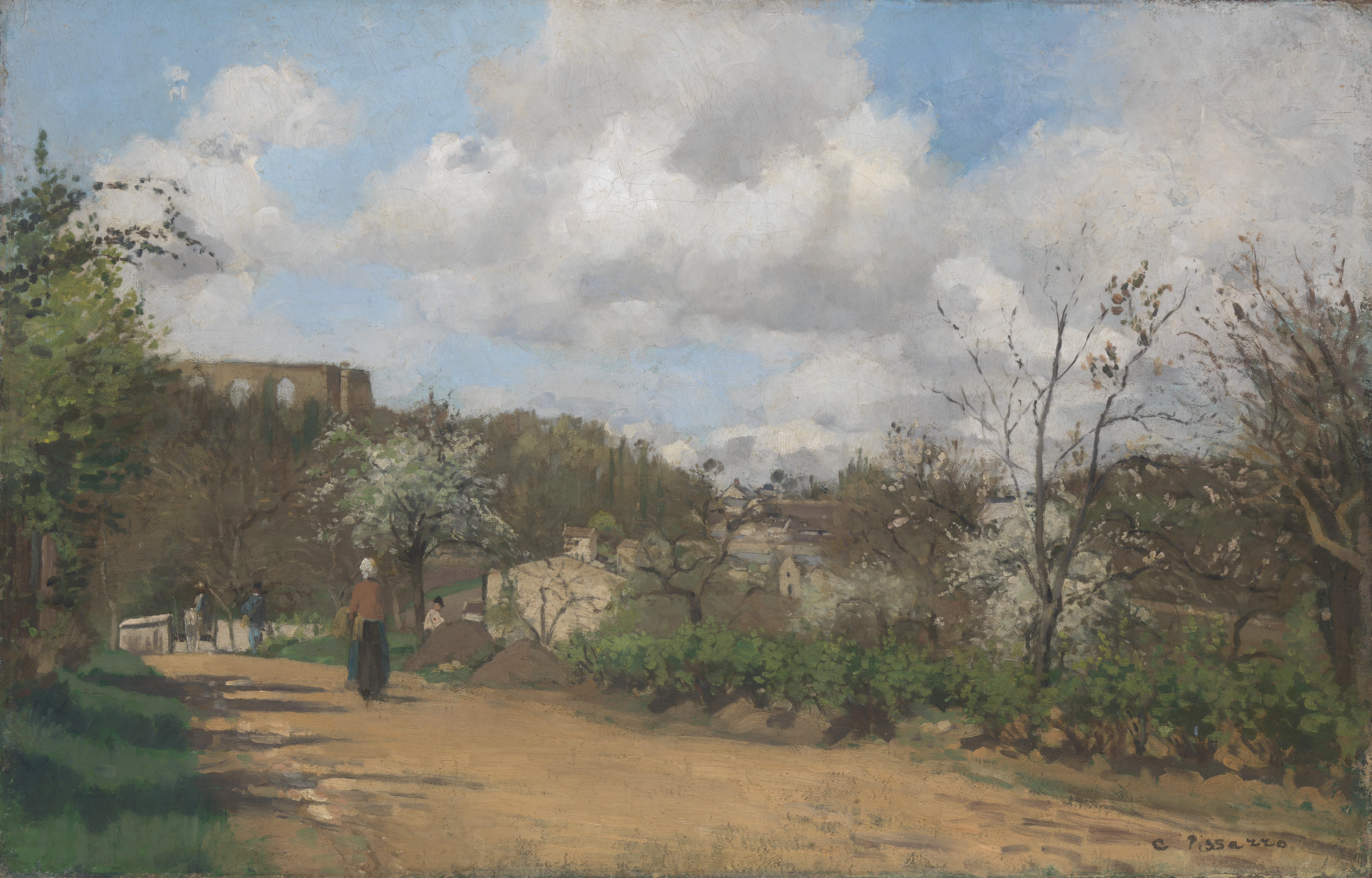
Vue de Louveciennes Camille Pissarro, 1869-1870, National Gallery
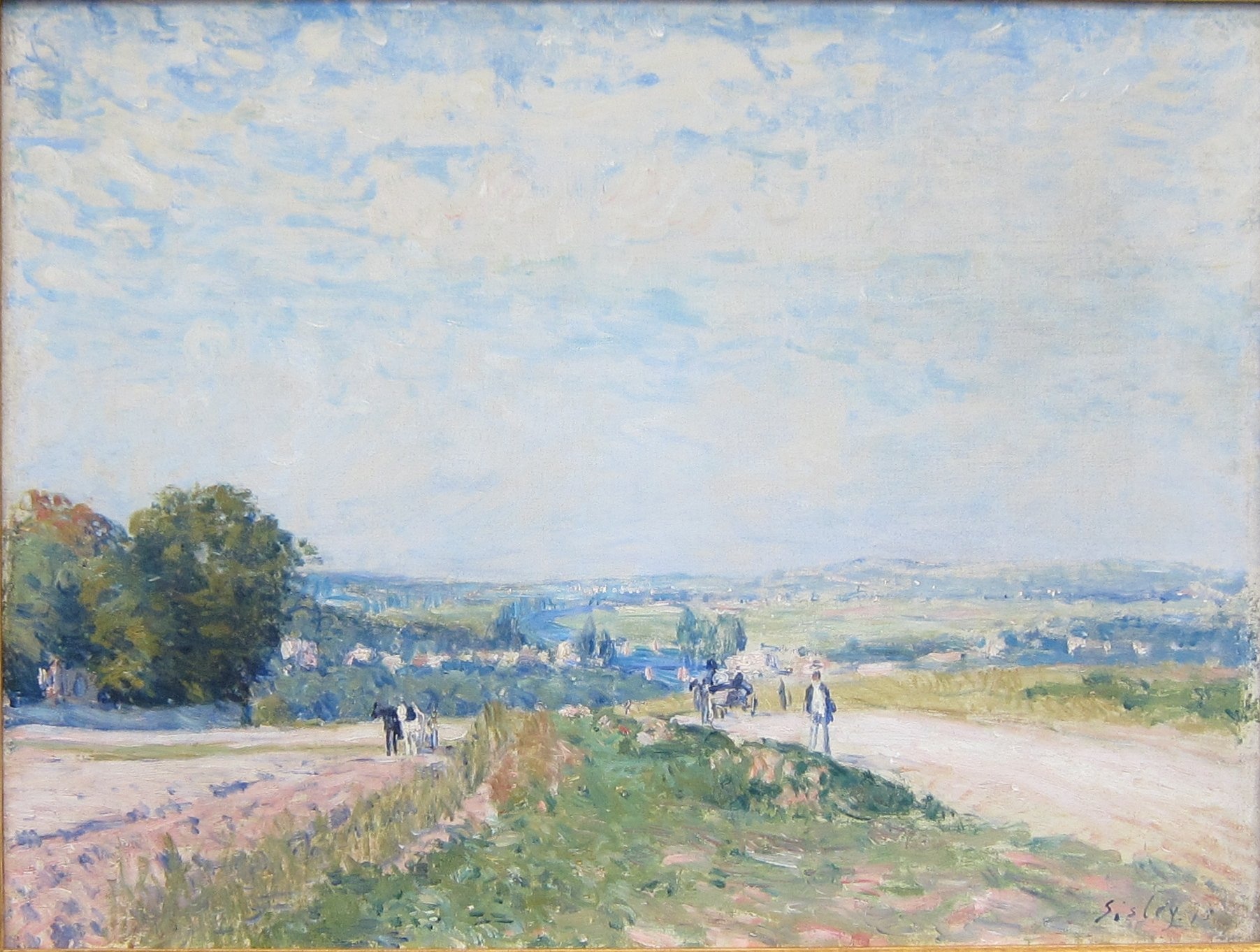
Le Chemin de Montbuisson Alfred Sisley, 1875
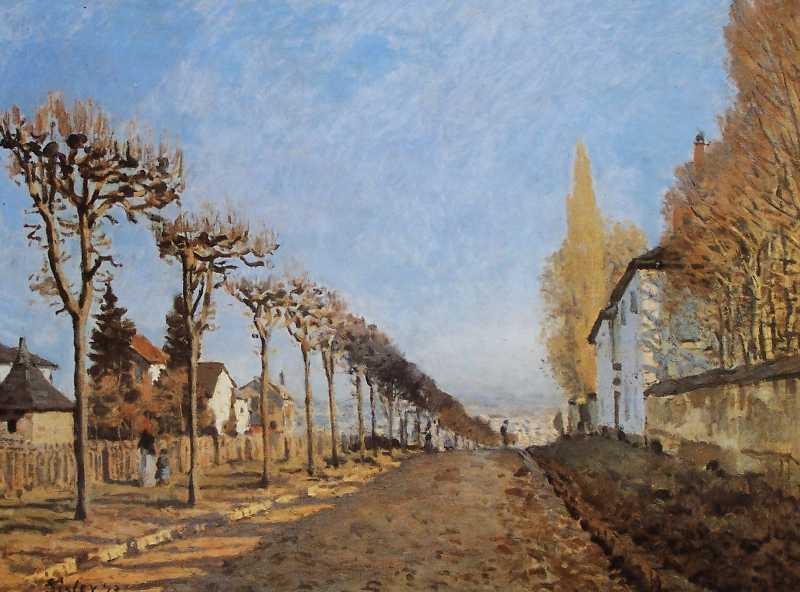
Le chemin de la Machine, Louveciennes Alfred Sisley, 1873
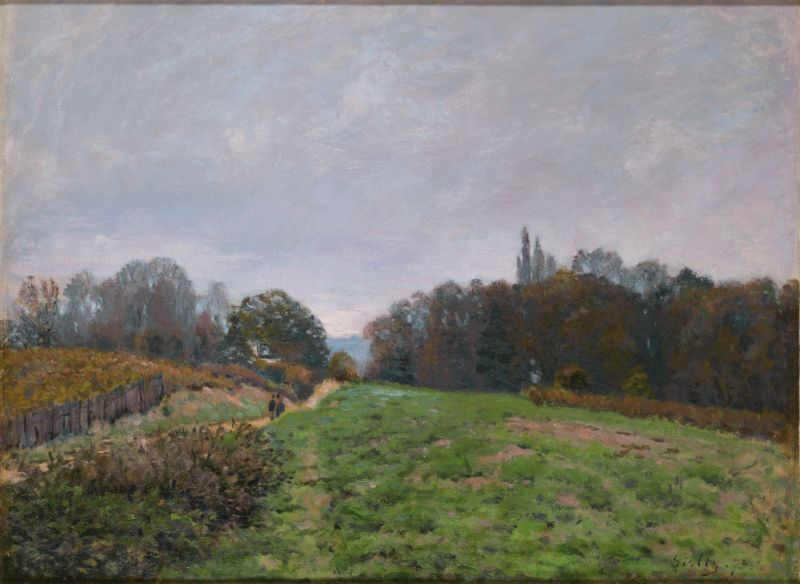
Paysage à Louveciennes Alfred Sisley, 1873
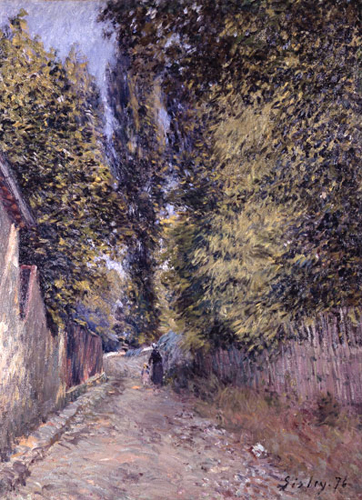
Paysage à Louveciennes Alfred Sisley, 1876

## Mantes-la-Jolie

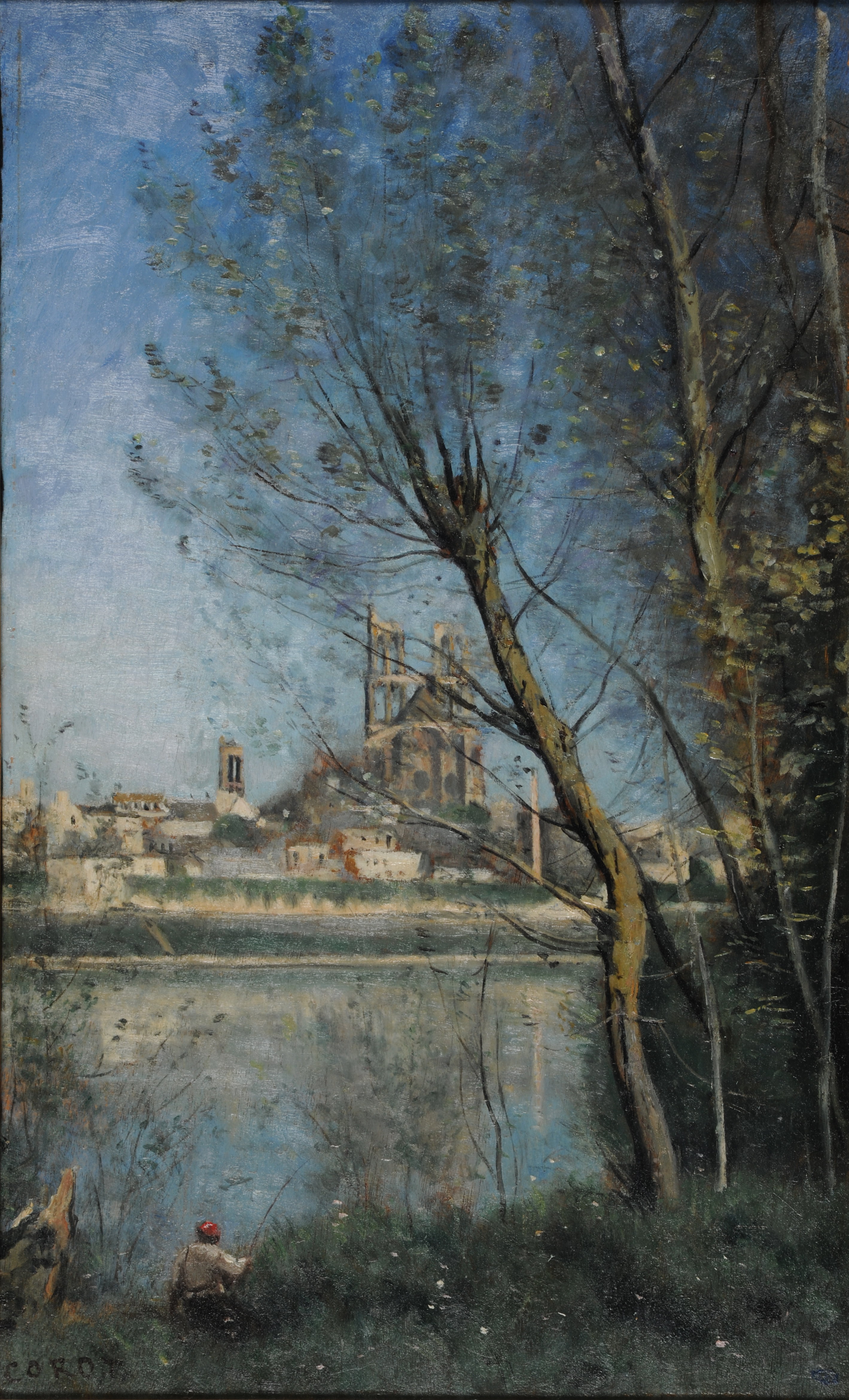
Cathédrale de Mantes Camille Corot, 1860
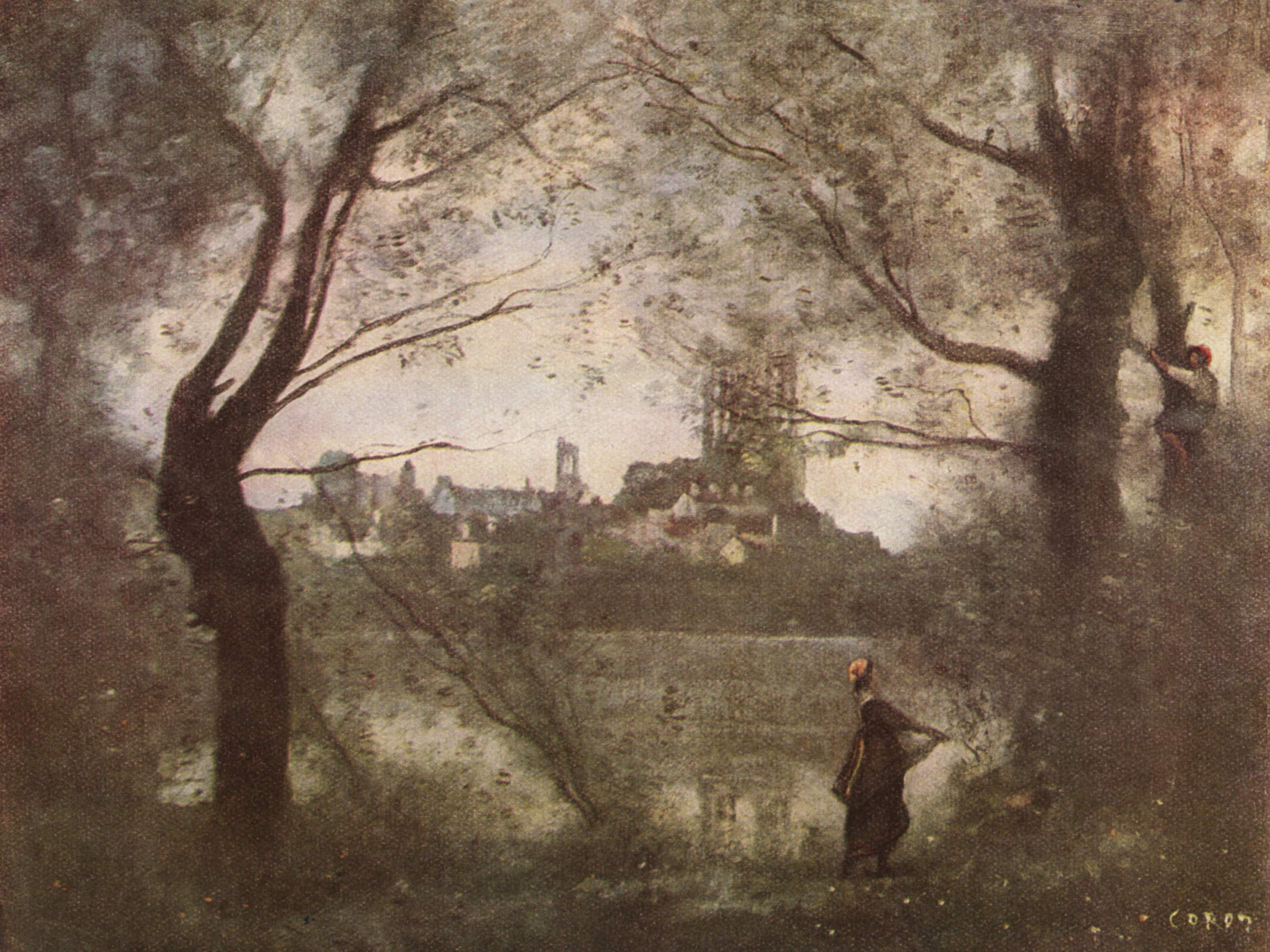
Cathédrale de Mantes Camille Corot, 1860

## Marly-le-RoietLe Port-Marly

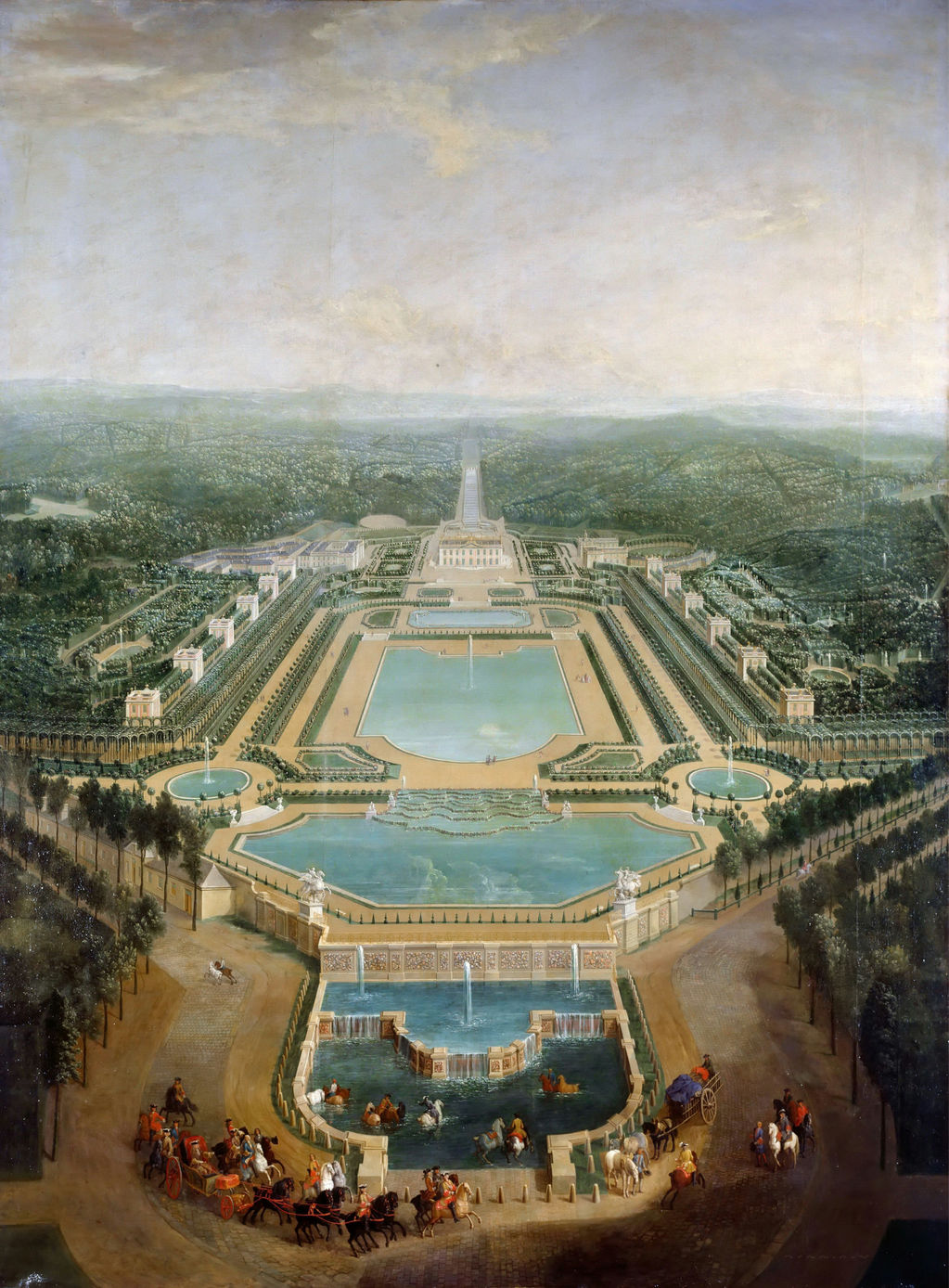
Château de Marly Pierre-Denis Martin, 1724
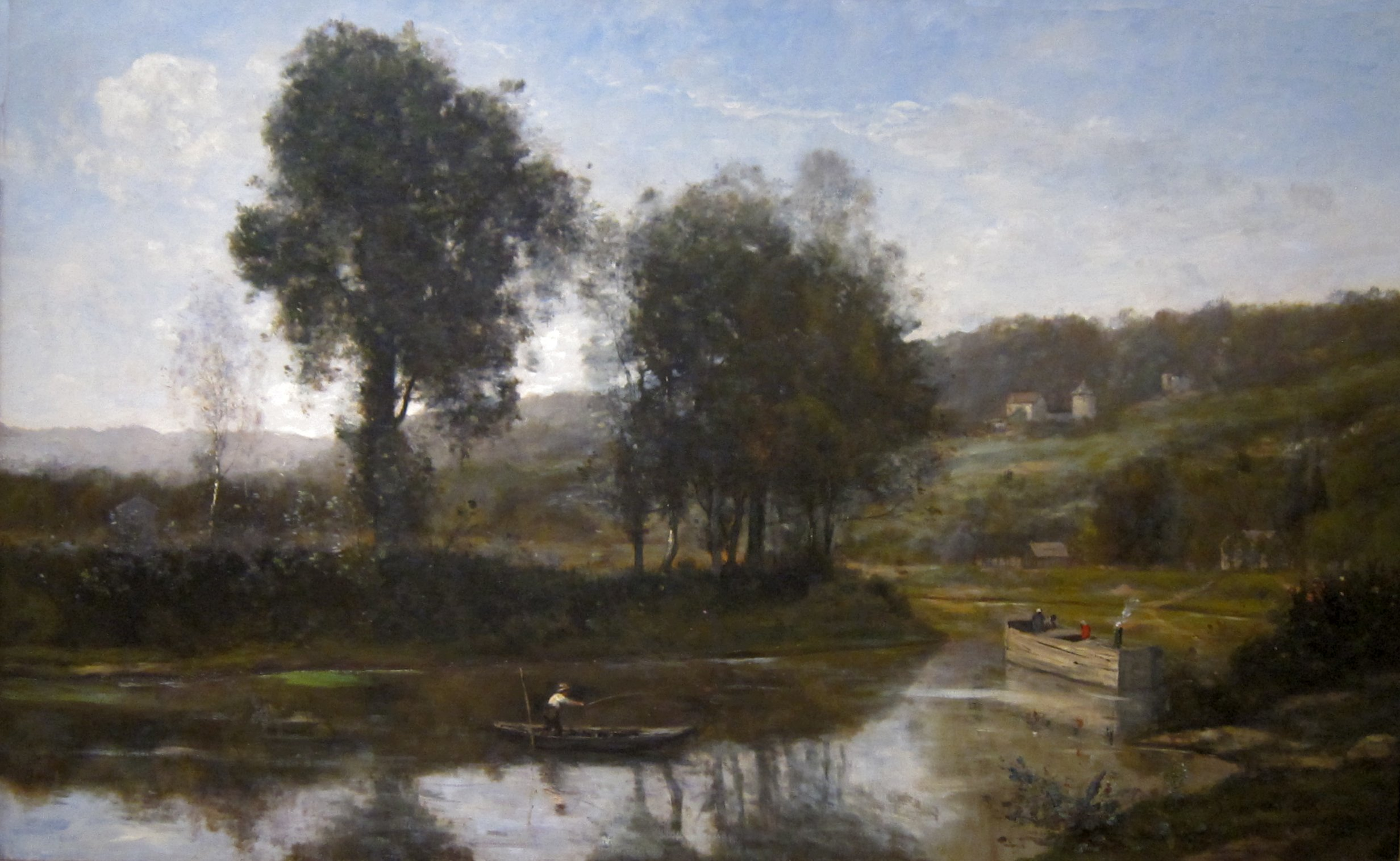
Le Tournant de la Seine à Port-Marly Camille Corot, 1872 Musée d'art de Cincinnati
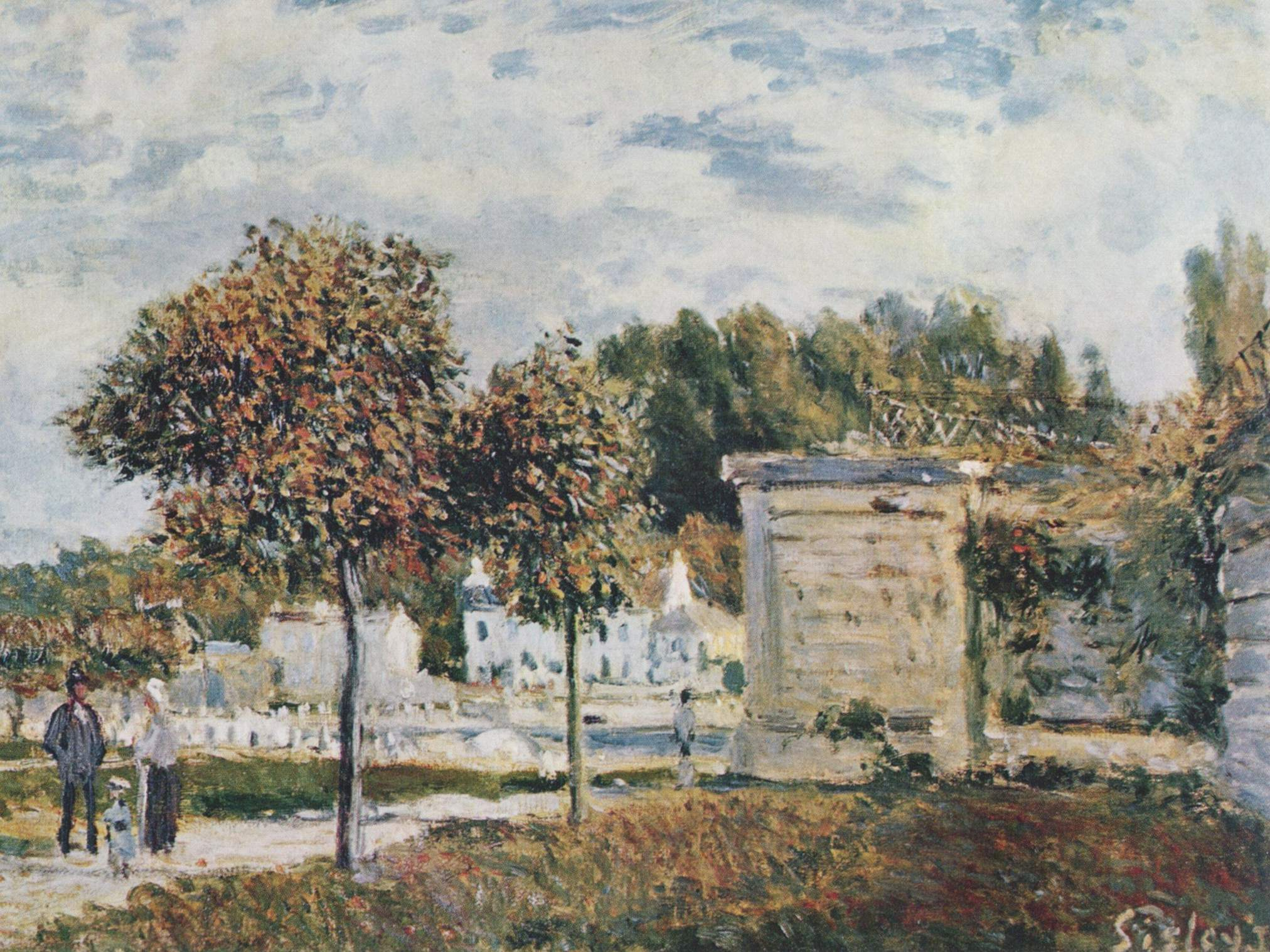
Bassin de Marly Alfred Sisley, 1875
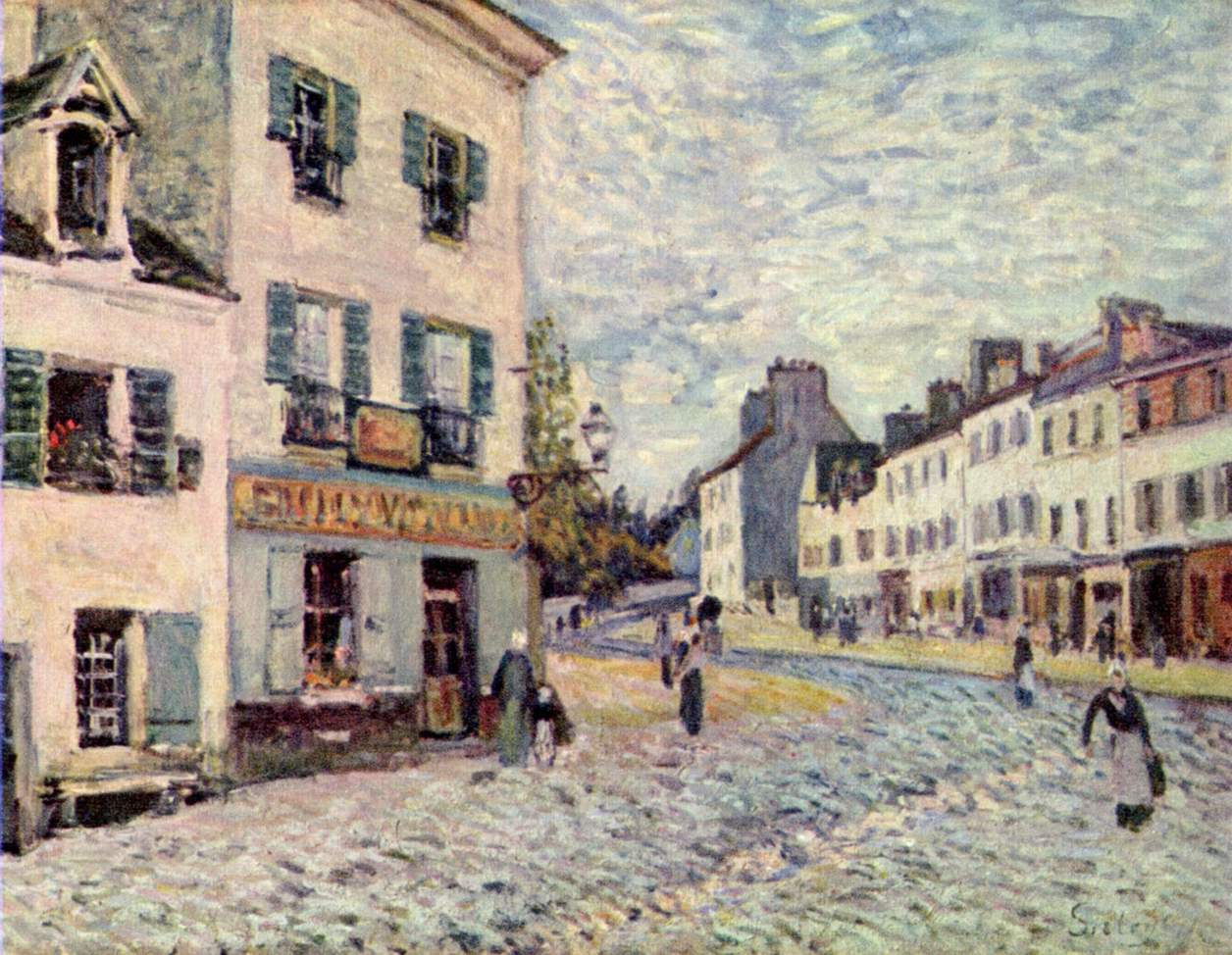
Une rue à Marly Alfred Sisley, 1876 (titre inexact, représente Le Port-Marly)
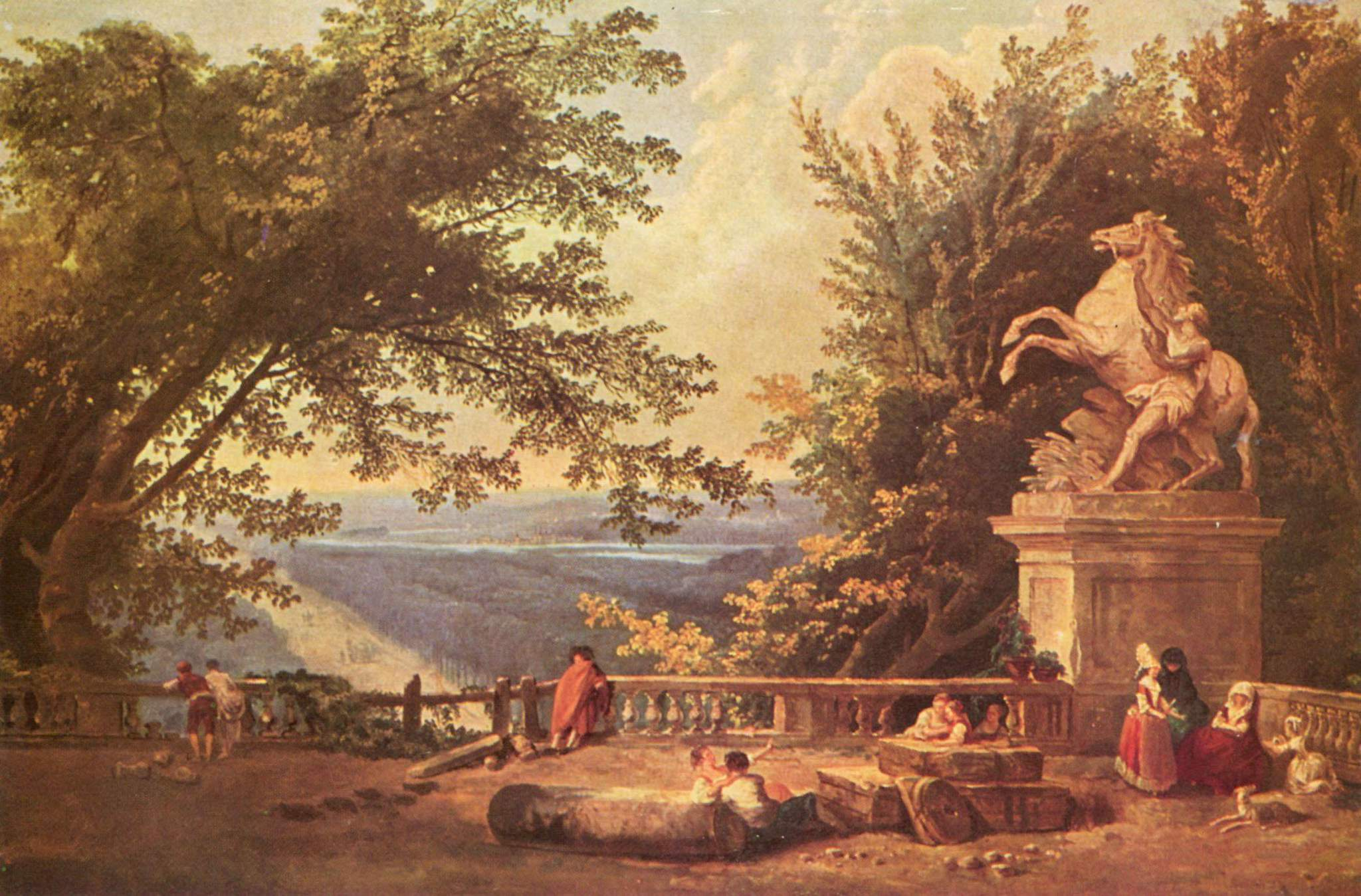
La Terrasse de Marly Hubert Robert

## Médan

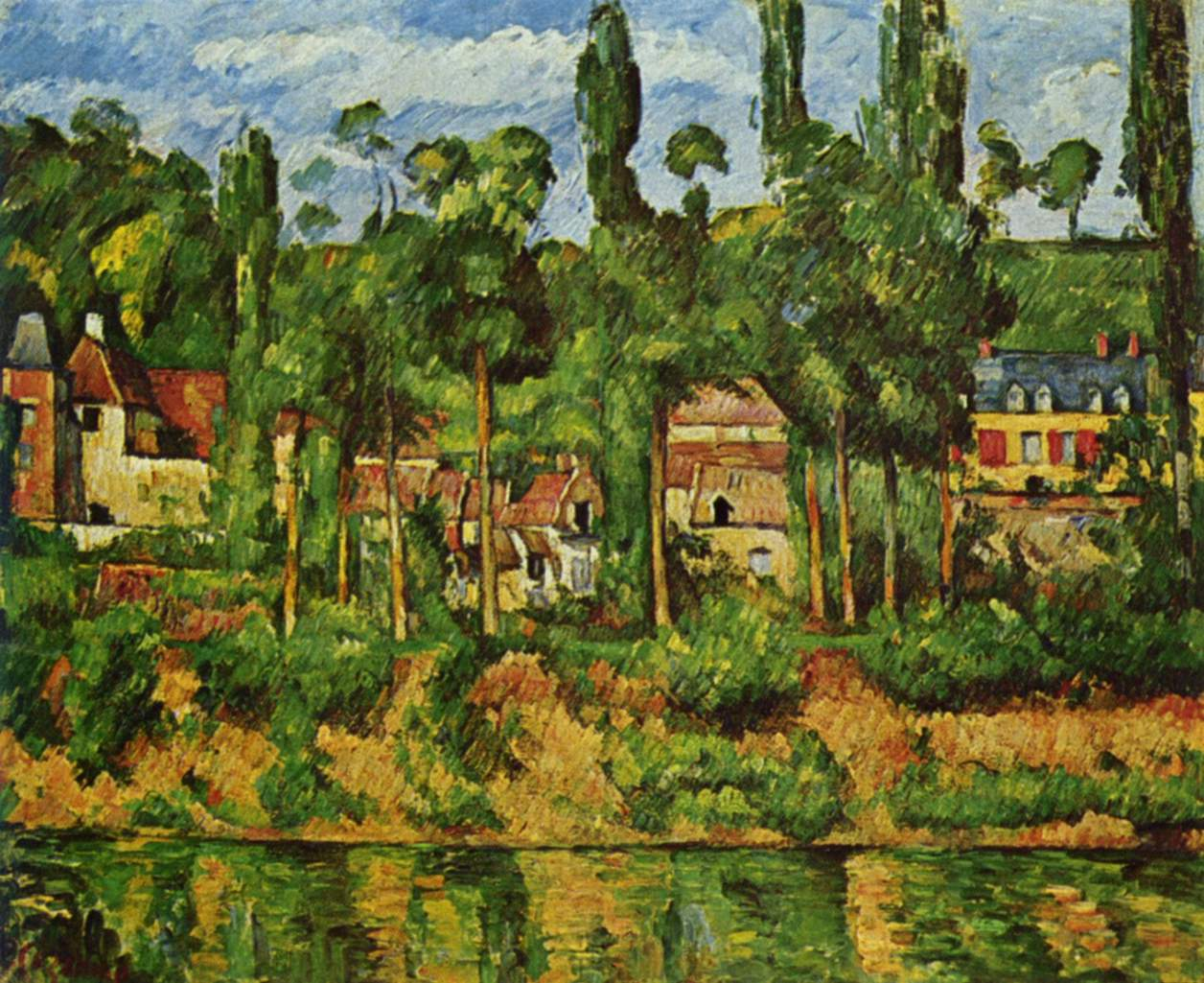
Château de Médan Paul Cézanne, 1879

## Moisson

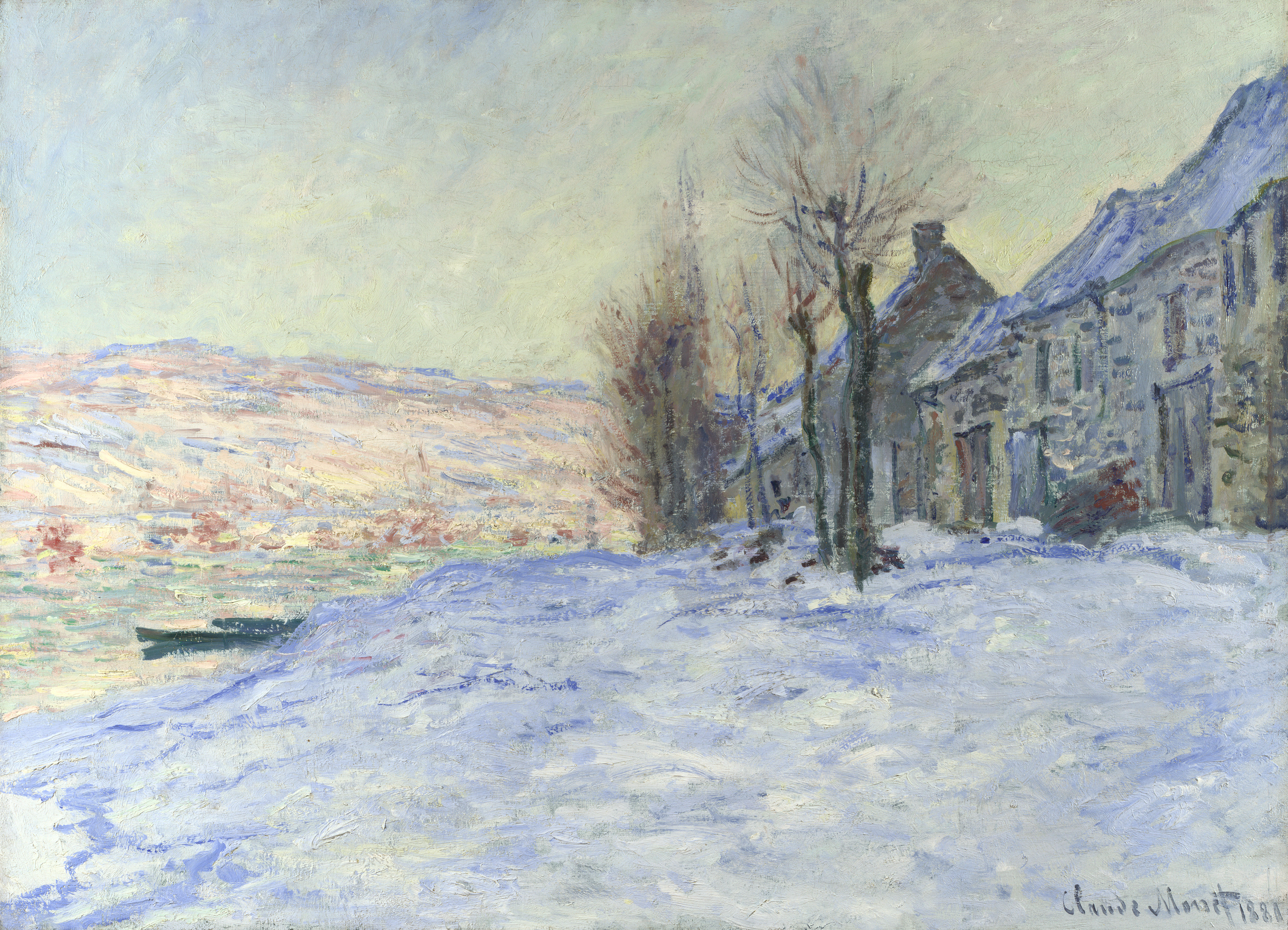
Coucher de soleil sur la neige à Lavacourt Claude Monet, 1879-1880

## Poissy

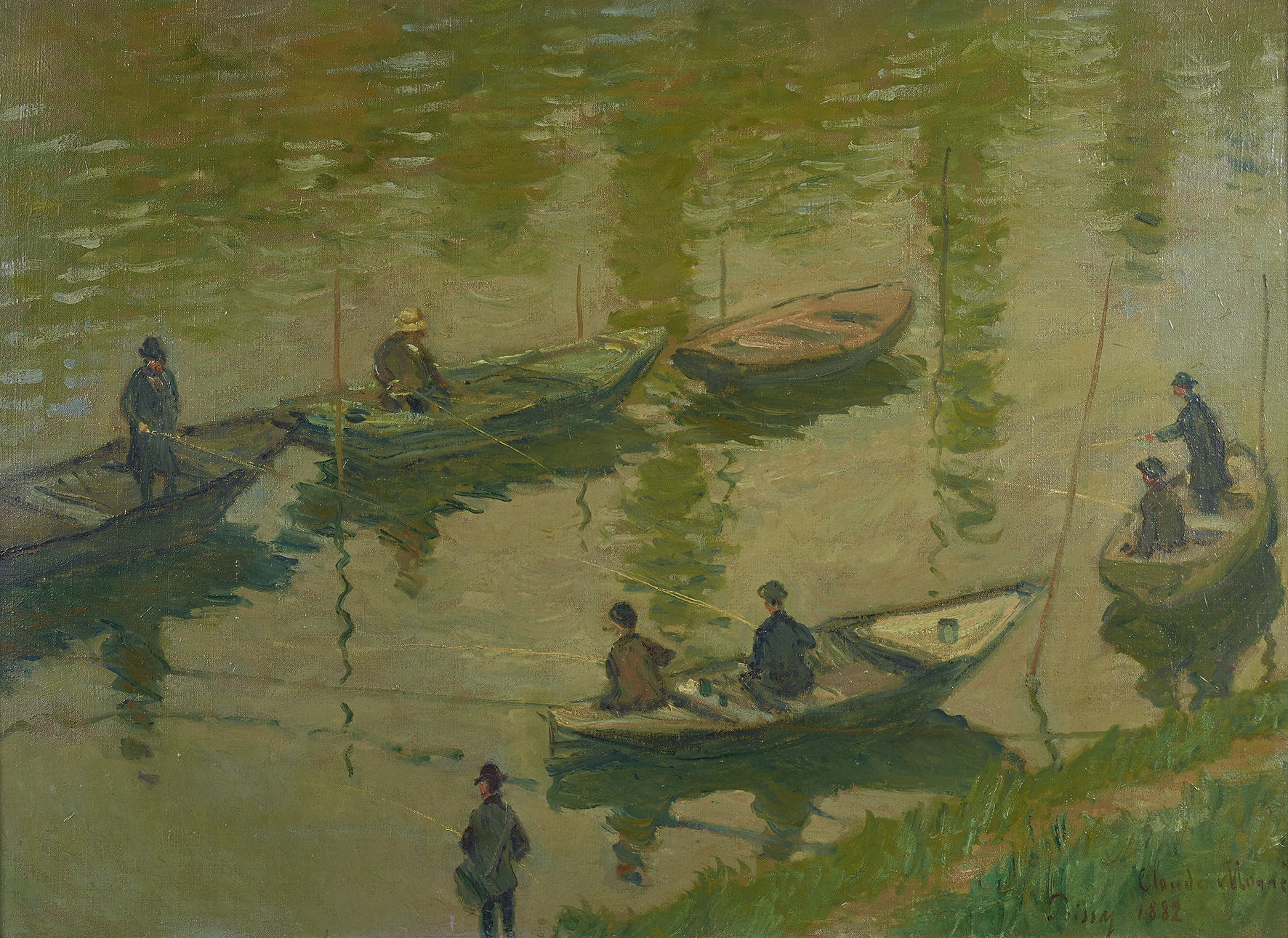
Les pêcheurs de Poissy Claude Monet, 1882
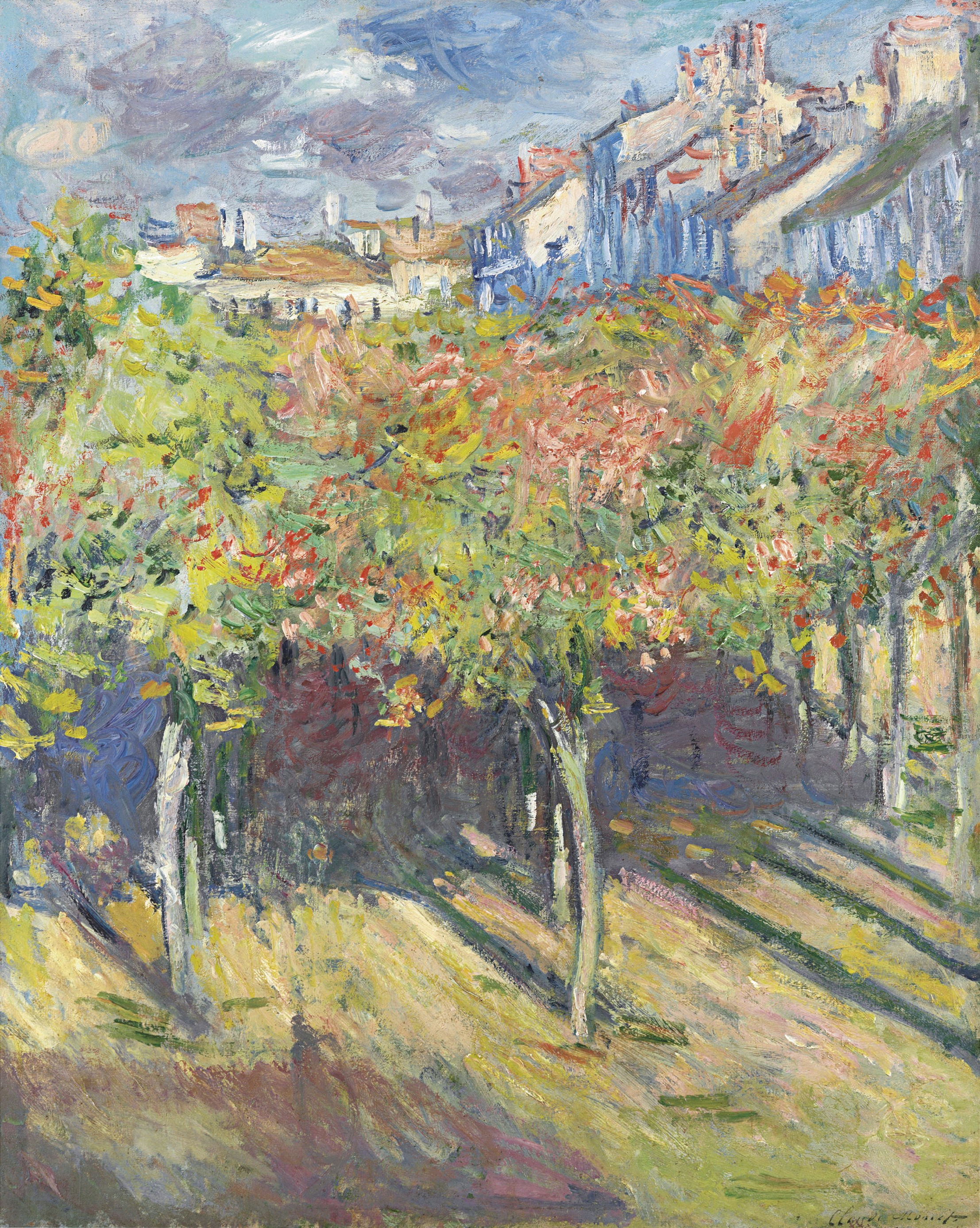
Les Tilleuls à Poissy Claude Monet, 1882
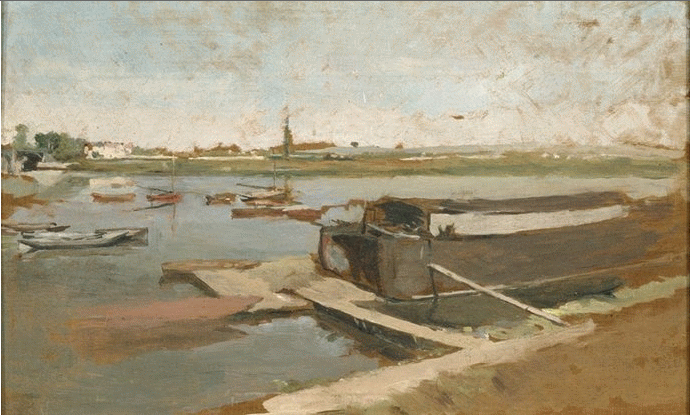
Bords de la Seine à Poissy Jean-Louis-Ernest Meissonier, 1889
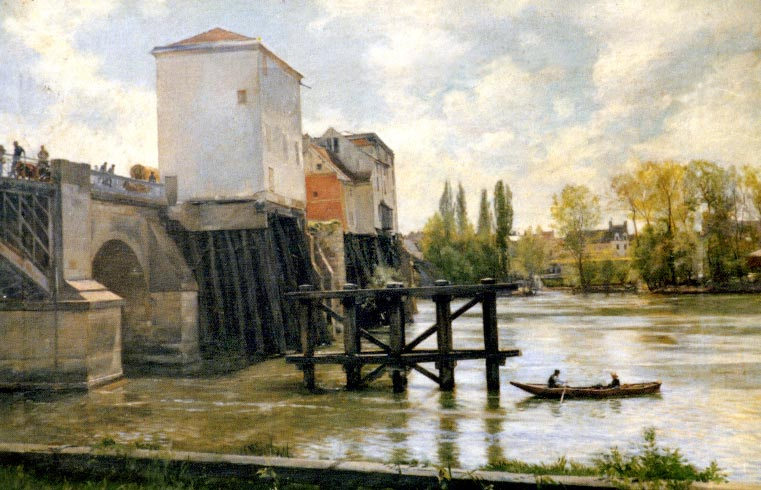
Les vieux moulins de Lucien Alphonse Gros
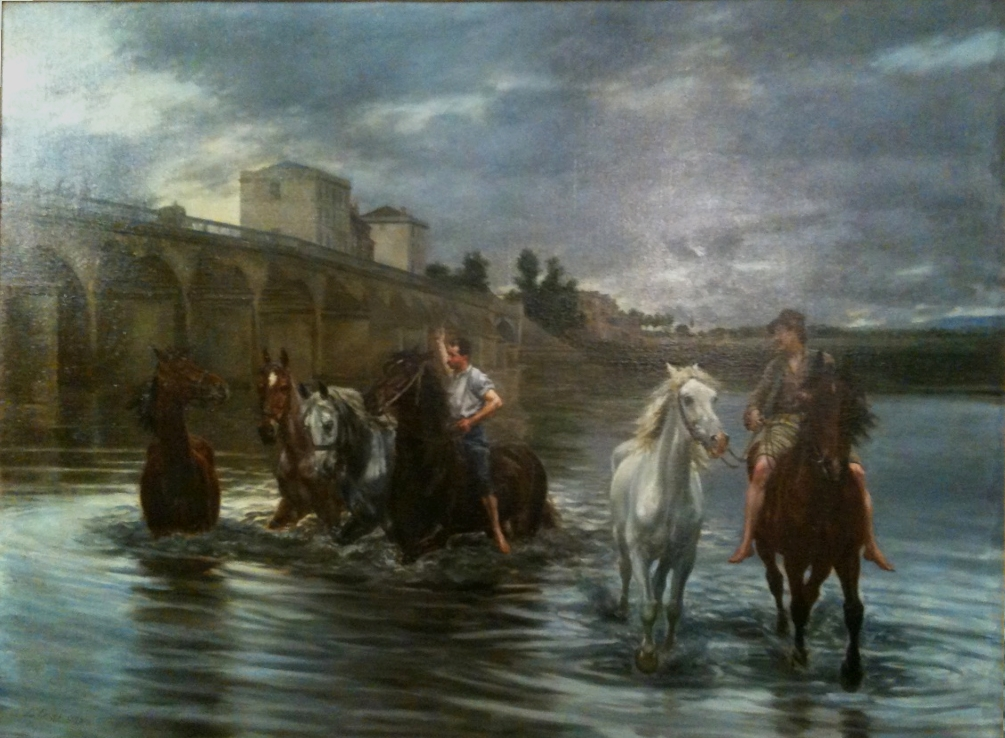
Bain des chevaux sous le pont de Poissy de Lucien Alphonse Gros, 1893
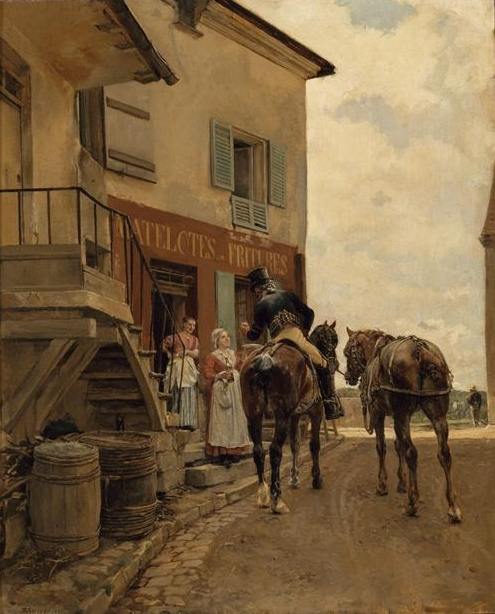
L'auberge du Pont de Poissy Jean-Louis-Ernest Meissonier, entre 1885 et 1889
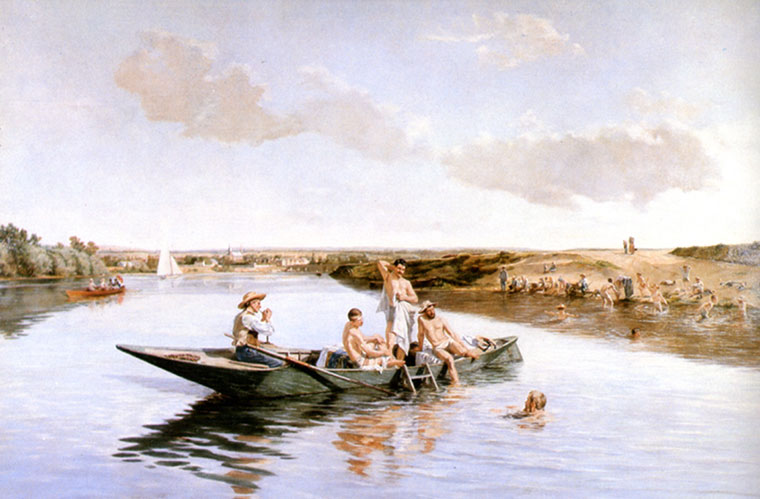
L'été de Charles Meissonier
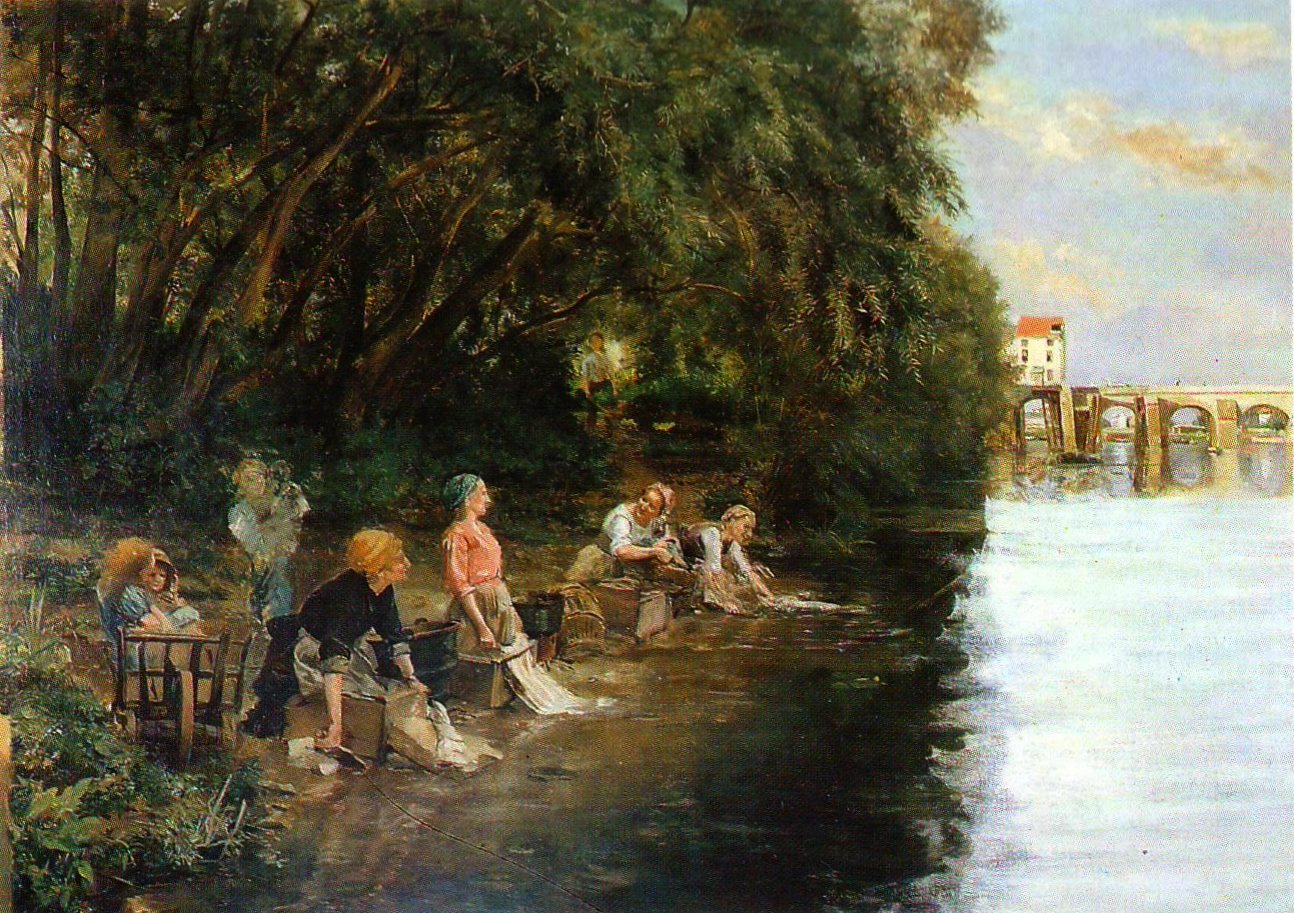
Les Laveuses de Charles Meissonier, 1897/1898
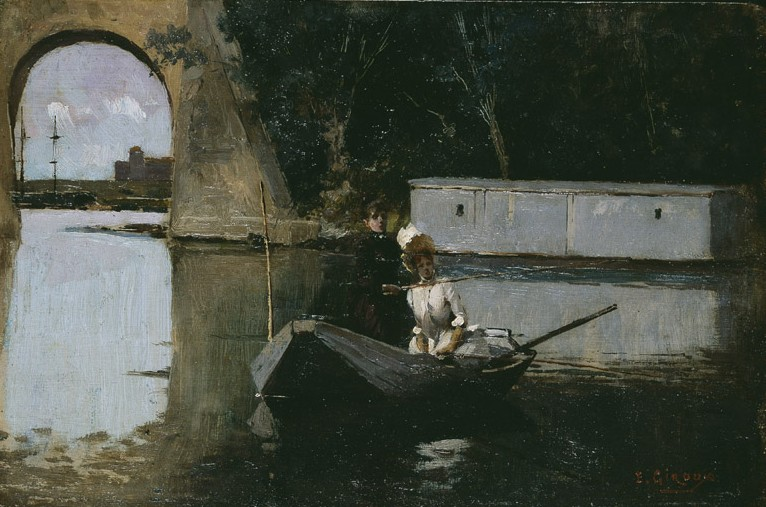
Partie de canots sous le pont de Poissy d'Ernest Giroux dans la seconde moitié du XIXe siècle
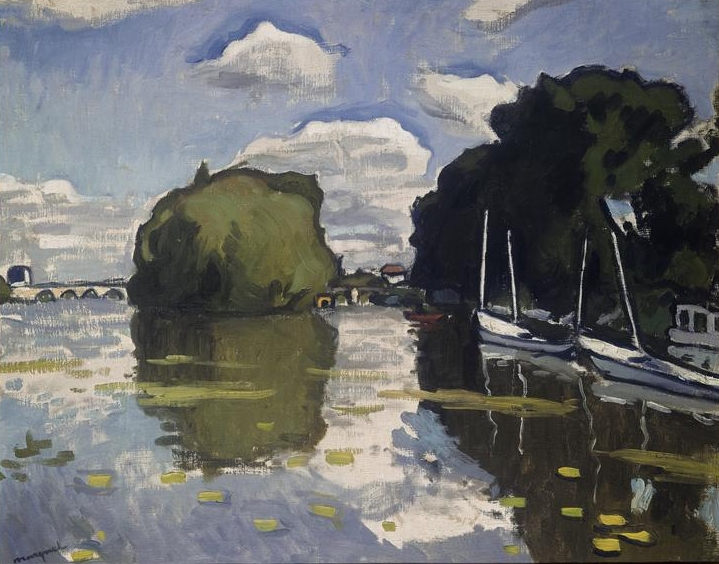
La Seine à Poissy de Albert Henri Marque, 1908

## Rosny-sur-Seine

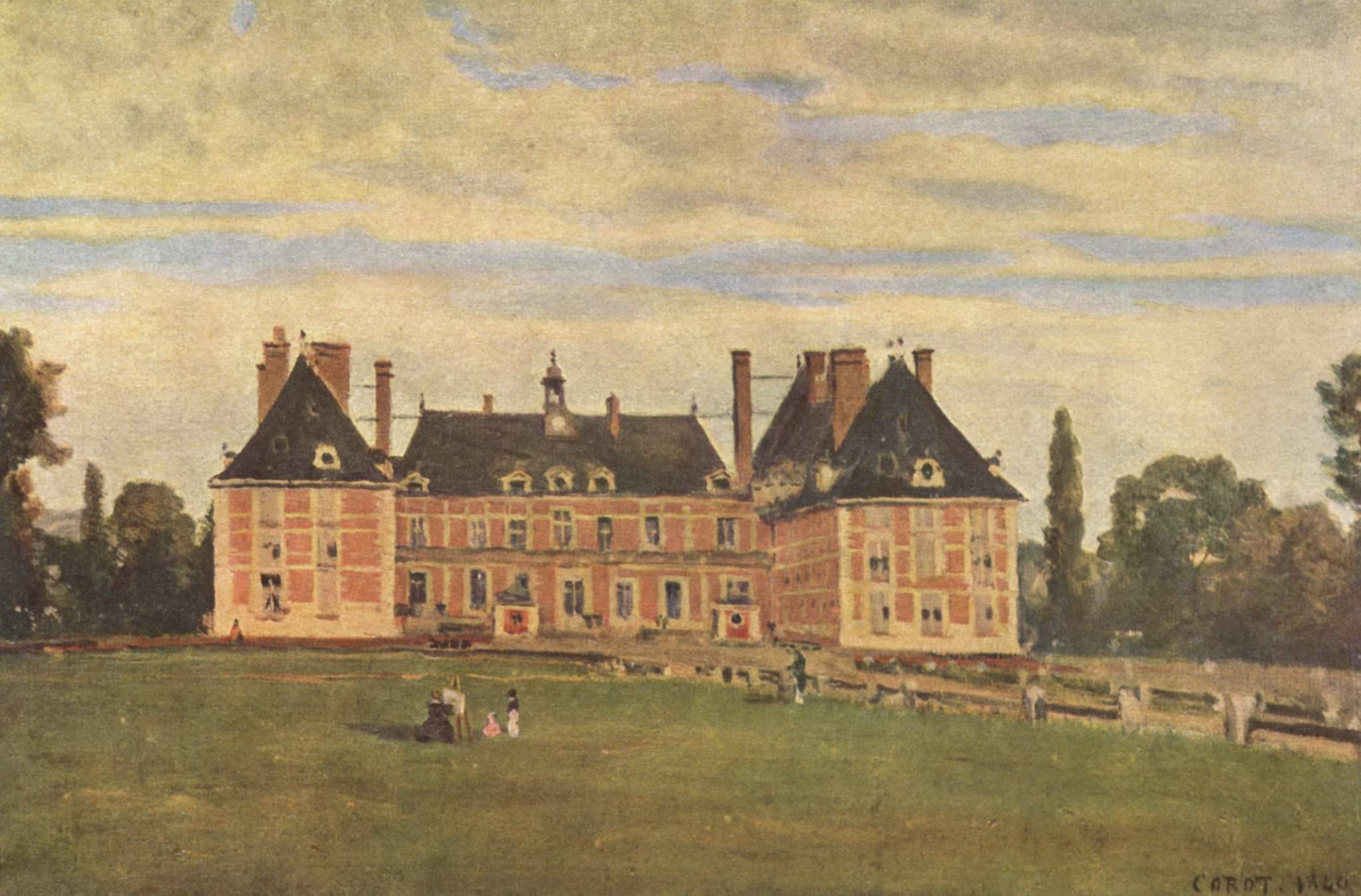
Château de Rosny Jean-Baptiste Corot, 1840

## Saint-Germain-en-Laye

La Terrasse à Saint-Germain, Printemps Alfred Sisley, 1875

## Versailles

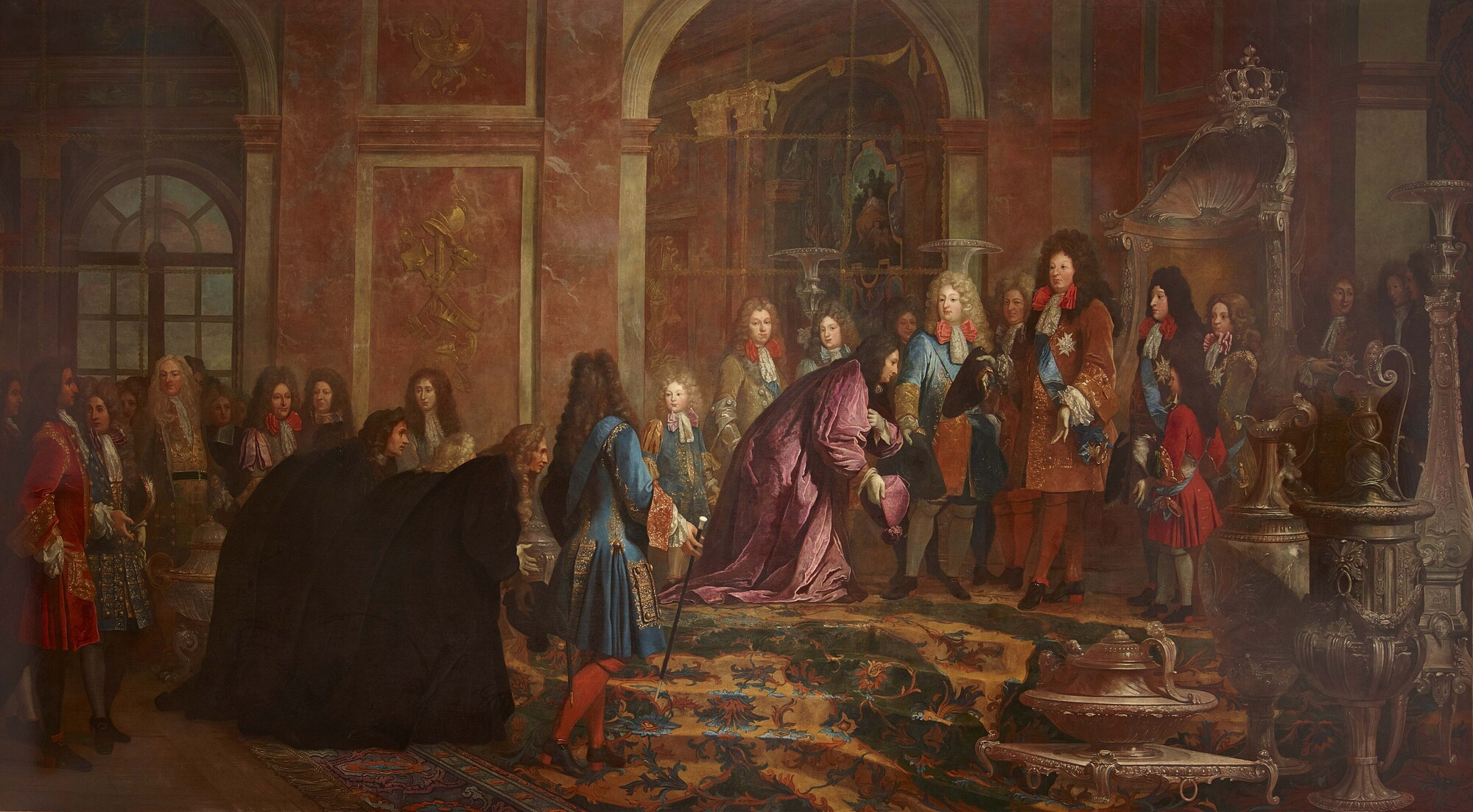
Réparation à Versailles Claude Guy Halle, 1685
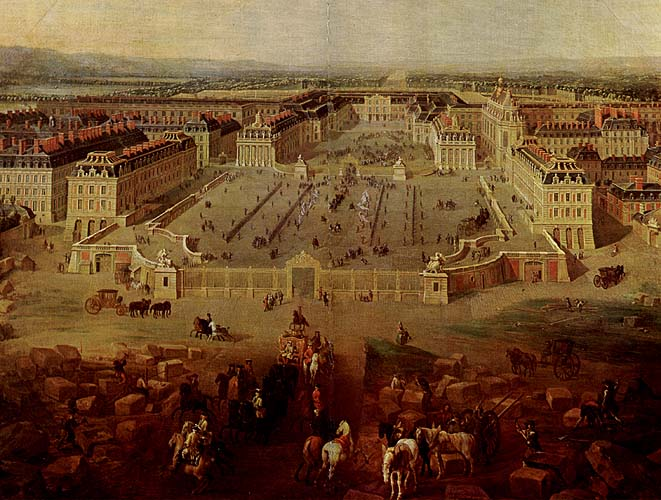
Château de Versailles Pierre-Denis Martin
Serment du Jeu de Paume Jacques Louis David, 1789
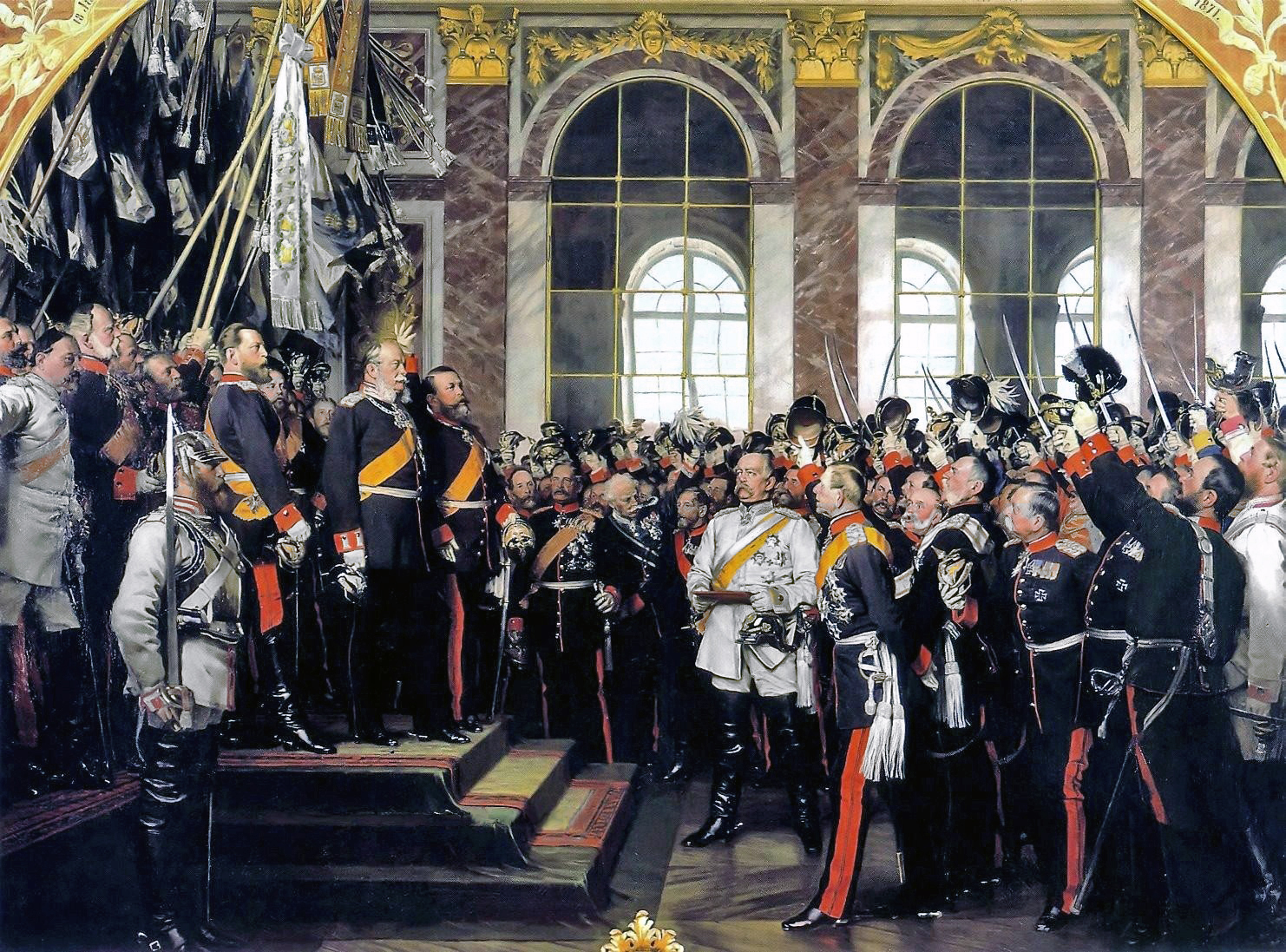
Proclamation de l'empire allemand dans la galerie des Glaces 1877